# Alex Casa
Pour les articles homonymes, voir Casa.
Alex Casa est un joueur d'échecs et compositeur français de problèmes d'échecs, né le 17 avril 1932 à Nice où il est mort le 28 juillet 2005.
Il fut nommé maître international pour la composition échiquéenne en 1980.

## Carrière de joueur d'échecs
Alex Casa finit quatrième du championnat de France en 1967. Il représenta la France au quatrième échiquier lors de l'olympiade d'échecs de 1960 et joua au premier échiquier de l'équipe de Monaco en 1964, 1966 et 1968.

## Exemple de partie
Alex Casa - Ridha Belkadi
 
Olympiade de Lugano, 29 octobre 1968

1.e4 e5 2.Cf3 Cc6 3.d4 exd4 4.c3 dxc3 5.Cxc3 d6 6.Fc4 Cf6 7.Db3 Dd7 8.Cg5 Ce5 9.Fb5 c6 10.f4 cxb5 11.fxe5 dxe5 12.Fe3 Fd6 13.Td1 0–0 14.Cxb5 Ce8 15.0–0 De7

|   | a | b | c | d | e | f | g | h |   |
| 8 | Tour noire sur case blanche a8 · Fou noir sur case blanche c8 · Cavalier noir sur case blanche e8 · Tour noire sur case noire f8 · Roi noir sur case blanche g8 · Pion noir sur case noire a7 · Pion noir sur case blanche b7 · Dame noire sur case noire e7 · Pion noir sur case blanche f7 · Pion noir sur case noire g7 · Pion noir sur case blanche h7 · Fou noir sur case noire d6 · Cavalier blanc sur case blanche b5 · Pion noir sur case noire e5 · Cavalier blanc sur case noire g5 · Pion blanc sur case blanche e4 · Dame blanche sur case blanche b3 · Fou blanc sur case noire e3 · Pion blanc sur case blanche a2 · Pion blanc sur case noire b2 · Pion blanc sur case blanche g2 · Pion blanc sur case noire h2 · Tour blanche sur case blanche d1 · Tour blanche sur case blanche f1 · Roi blanc sur case noire g1 | Tour noire sur case blanche a8 · Fou noir sur case blanche c8 · Cavalier noir sur case blanche e8 · Tour noire sur case noire f8 · Roi noir sur case blanche g8 · Pion noir sur case noire a7 · Pion noir sur case blanche b7 · Dame noire sur case noire e7 · Pion noir sur case blanche f7 · Pion noir sur case noire g7 · Pion noir sur case blanche h7 · Fou noir sur case noire d6 · Cavalier blanc sur case blanche b5 · Pion noir sur case noire e5 · Cavalier blanc sur case noire g5 · Pion blanc sur case blanche e4 · Dame blanche sur case blanche b3 · Fou blanc sur case noire e3 · Pion blanc sur case blanche a2 · Pion blanc sur case noire b2 · Pion blanc sur case blanche g2 · Pion blanc sur case noire h2 · Tour blanche sur case blanche d1 · Tour blanche sur case blanche f1 · Roi blanc sur case noire g1 | Tour noire sur case blanche a8 · Fou noir sur case blanche c8 · Cavalier noir sur case blanche e8 · Tour noire sur case noire f8 · Roi noir sur case blanche g8 · Pion noir sur case noire a7 · Pion noir sur case blanche b7 · Dame noire sur case noire e7 · Pion noir sur case blanche f7 · Pion noir sur case noire g7 · Pion noir sur case blanche h7 · Fou noir sur case noire d6 · Cavalier blanc sur case blanche b5 · Pion noir sur case noire e5 · Cavalier blanc sur case noire g5 · Pion blanc sur case blanche e4 · Dame blanche sur case blanche b3 · Fou blanc sur case noire e3 · Pion blanc sur case blanche a2 · Pion blanc sur case noire b2 · Pion blanc sur case blanche g2 · Pion blanc sur case noire h2 · Tour blanche sur case blanche d1 · Tour blanche sur case blanche f1 · Roi blanc sur case noire g1 | Tour noire sur case blanche a8 · Fou noir sur case blanche c8 · Cavalier noir sur case blanche e8 · Tour noire sur case noire f8 · Roi noir sur case blanche g8 · Pion noir sur case noire a7 · Pion noir sur case blanche b7 · Dame noire sur case noire e7 · Pion noir sur case blanche f7 · Pion noir sur case noire g7 · Pion noir sur case blanche h7 · Fou noir sur case noire d6 · Cavalier blanc sur case blanche b5 · Pion noir sur case noire e5 · Cavalier blanc sur case noire g5 · Pion blanc sur case blanche e4 · Dame blanche sur case blanche b3 · Fou blanc sur case noire e3 · Pion blanc sur case blanche a2 · Pion blanc sur case noire b2 · Pion blanc sur case blanche g2 · Pion blanc sur case noire h2 · Tour blanche sur case blanche d1 · Tour blanche sur case blanche f1 · Roi blanc sur case noire g1 | Tour noire sur case blanche a8 · Fou noir sur case blanche c8 · Cavalier noir sur case blanche e8 · Tour noire sur case noire f8 · Roi noir sur case blanche g8 · Pion noir sur case noire a7 · Pion noir sur case blanche b7 · Dame noire sur case noire e7 · Pion noir sur case blanche f7 · Pion noir sur case noire g7 · Pion noir sur case blanche h7 · Fou noir sur case noire d6 · Cavalier blanc sur case blanche b5 · Pion noir sur case noire e5 · Cavalier blanc sur case noire g5 · Pion blanc sur case blanche e4 · Dame blanche sur case blanche b3 · Fou blanc sur case noire e3 · Pion blanc sur case blanche a2 · Pion blanc sur case noire b2 · Pion blanc sur case blanche g2 · Pion blanc sur case noire h2 · Tour blanche sur case blanche d1 · Tour blanche sur case blanche f1 · Roi blanc sur case noire g1 | Tour noire sur case blanche a8 · Fou noir sur case blanche c8 · Cavalier noir sur case blanche e8 · Tour noire sur case noire f8 · Roi noir sur case blanche g8 · Pion noir sur case noire a7 · Pion noir sur case blanche b7 · Dame noire sur case noire e7 · Pion noir sur case blanche f7 · Pion noir sur case noire g7 · Pion noir sur case blanche h7 · Fou noir sur case noire d6 · Cavalier blanc sur case blanche b5 · Pion noir sur case noire e5 · Cavalier blanc sur case noire g5 · Pion blanc sur case blanche e4 · Dame blanche sur case blanche b3 · Fou blanc sur case noire e3 · Pion blanc sur case blanche a2 · Pion blanc sur case noire b2 · Pion blanc sur case blanche g2 · Pion blanc sur case noire h2 · Tour blanche sur case blanche d1 · Tour blanche sur case blanche f1 · Roi blanc sur case noire g1 | Tour noire sur case blanche a8 · Fou noir sur case blanche c8 · Cavalier noir sur case blanche e8 · Tour noire sur case noire f8 · Roi noir sur case blanche g8 · Pion noir sur case noire a7 · Pion noir sur case blanche b7 · Dame noire sur case noire e7 · Pion noir sur case blanche f7 · Pion noir sur case noire g7 · Pion noir sur case blanche h7 · Fou noir sur case noire d6 · Cavalier blanc sur case blanche b5 · Pion noir sur case noire e5 · Cavalier blanc sur case noire g5 · Pion blanc sur case blanche e4 · Dame blanche sur case blanche b3 · Fou blanc sur case noire e3 · Pion blanc sur case blanche a2 · Pion blanc sur case noire b2 · Pion blanc sur case blanche g2 · Pion blanc sur case noire h2 · Tour blanche sur case blanche d1 · Tour blanche sur case blanche f1 · Roi blanc sur case noire g1 | Tour noire sur case blanche a8 · Fou noir sur case blanche c8 · Cavalier noir sur case blanche e8 · Tour noire sur case noire f8 · Roi noir sur case blanche g8 · Pion noir sur case noire a7 · Pion noir sur case blanche b7 · Dame noire sur case noire e7 · Pion noir sur case blanche f7 · Pion noir sur case noire g7 · Pion noir sur case blanche h7 · Fou noir sur case noire d6 · Cavalier blanc sur case blanche b5 · Pion noir sur case noire e5 · Cavalier blanc sur case noire g5 · Pion blanc sur case blanche e4 · Dame blanche sur case blanche b3 · Fou blanc sur case noire e3 · Pion blanc sur case blanche a2 · Pion blanc sur case noire b2 · Pion blanc sur case blanche g2 · Pion blanc sur case noire h2 · Tour blanche sur case blanche d1 · Tour blanche sur case blanche f1 · Roi blanc sur case noire g1 | 8 |
| 7 | Tour noire sur case blanche a8 · Fou noir sur case blanche c8 · Cavalier noir sur case blanche e8 · Tour noire sur case noire f8 · Roi noir sur case blanche g8 · Pion noir sur case noire a7 · Pion noir sur case blanche b7 · Dame noire sur case noire e7 · Pion noir sur case blanche f7 · Pion noir sur case noire g7 · Pion noir sur case blanche h7 · Fou noir sur case noire d6 · Cavalier blanc sur case blanche b5 · Pion noir sur case noire e5 · Cavalier blanc sur case noire g5 · Pion blanc sur case blanche e4 · Dame blanche sur case blanche b3 · Fou blanc sur case noire e3 · Pion blanc sur case blanche a2 · Pion blanc sur case noire b2 · Pion blanc sur case blanche g2 · Pion blanc sur case noire h2 · Tour blanche sur case blanche d1 · Tour blanche sur case blanche f1 · Roi blanc sur case noire g1 | Tour noire sur case blanche a8 · Fou noir sur case blanche c8 · Cavalier noir sur case blanche e8 · Tour noire sur case noire f8 · Roi noir sur case blanche g8 · Pion noir sur case noire a7 · Pion noir sur case blanche b7 · Dame noire sur case noire e7 · Pion noir sur case blanche f7 · Pion noir sur case noire g7 · Pion noir sur case blanche h7 · Fou noir sur case noire d6 · Cavalier blanc sur case blanche b5 · Pion noir sur case noire e5 · Cavalier blanc sur case noire g5 · Pion blanc sur case blanche e4 · Dame blanche sur case blanche b3 · Fou blanc sur case noire e3 · Pion blanc sur case blanche a2 · Pion blanc sur case noire b2 · Pion blanc sur case blanche g2 · Pion blanc sur case noire h2 · Tour blanche sur case blanche d1 · Tour blanche sur case blanche f1 · Roi blanc sur case noire g1 | Tour noire sur case blanche a8 · Fou noir sur case blanche c8 · Cavalier noir sur case blanche e8 · Tour noire sur case noire f8 · Roi noir sur case blanche g8 · Pion noir sur case noire a7 · Pion noir sur case blanche b7 · Dame noire sur case noire e7 · Pion noir sur case blanche f7 · Pion noir sur case noire g7 · Pion noir sur case blanche h7 · Fou noir sur case noire d6 · Cavalier blanc sur case blanche b5 · Pion noir sur case noire e5 · Cavalier blanc sur case noire g5 · Pion blanc sur case blanche e4 · Dame blanche sur case blanche b3 · Fou blanc sur case noire e3 · Pion blanc sur case blanche a2 · Pion blanc sur case noire b2 · Pion blanc sur case blanche g2 · Pion blanc sur case noire h2 · Tour blanche sur case blanche d1 · Tour blanche sur case blanche f1 · Roi blanc sur case noire g1 | Tour noire sur case blanche a8 · Fou noir sur case blanche c8 · Cavalier noir sur case blanche e8 · Tour noire sur case noire f8 · Roi noir sur case blanche g8 · Pion noir sur case noire a7 · Pion noir sur case blanche b7 · Dame noire sur case noire e7 · Pion noir sur case blanche f7 · Pion noir sur case noire g7 · Pion noir sur case blanche h7 · Fou noir sur case noire d6 · Cavalier blanc sur case blanche b5 · Pion noir sur case noire e5 · Cavalier blanc sur case noire g5 · Pion blanc sur case blanche e4 · Dame blanche sur case blanche b3 · Fou blanc sur case noire e3 · Pion blanc sur case blanche a2 · Pion blanc sur case noire b2 · Pion blanc sur case blanche g2 · Pion blanc sur case noire h2 · Tour blanche sur case blanche d1 · Tour blanche sur case blanche f1 · Roi blanc sur case noire g1 | Tour noire sur case blanche a8 · Fou noir sur case blanche c8 · Cavalier noir sur case blanche e8 · Tour noire sur case noire f8 · Roi noir sur case blanche g8 · Pion noir sur case noire a7 · Pion noir sur case blanche b7 · Dame noire sur case noire e7 · Pion noir sur case blanche f7 · Pion noir sur case noire g7 · Pion noir sur case blanche h7 · Fou noir sur case noire d6 · Cavalier blanc sur case blanche b5 · Pion noir sur case noire e5 · Cavalier blanc sur case noire g5 · Pion blanc sur case blanche e4 · Dame blanche sur case blanche b3 · Fou blanc sur case noire e3 · Pion blanc sur case blanche a2 · Pion blanc sur case noire b2 · Pion blanc sur case blanche g2 · Pion blanc sur case noire h2 · Tour blanche sur case blanche d1 · Tour blanche sur case blanche f1 · Roi blanc sur case noire g1 | Tour noire sur case blanche a8 · Fou noir sur case blanche c8 · Cavalier noir sur case blanche e8 · Tour noire sur case noire f8 · Roi noir sur case blanche g8 · Pion noir sur case noire a7 · Pion noir sur case blanche b7 · Dame noire sur case noire e7 · Pion noir sur case blanche f7 · Pion noir sur case noire g7 · Pion noir sur case blanche h7 · Fou noir sur case noire d6 · Cavalier blanc sur case blanche b5 · Pion noir sur case noire e5 · Cavalier blanc sur case noire g5 · Pion blanc sur case blanche e4 · Dame blanche sur case blanche b3 · Fou blanc sur case noire e3 · Pion blanc sur case blanche a2 · Pion blanc sur case noire b2 · Pion blanc sur case blanche g2 · Pion blanc sur case noire h2 · Tour blanche sur case blanche d1 · Tour blanche sur case blanche f1 · Roi blanc sur case noire g1 | Tour noire sur case blanche a8 · Fou noir sur case blanche c8 · Cavalier noir sur case blanche e8 · Tour noire sur case noire f8 · Roi noir sur case blanche g8 · Pion noir sur case noire a7 · Pion noir sur case blanche b7 · Dame noire sur case noire e7 · Pion noir sur case blanche f7 · Pion noir sur case noire g7 · Pion noir sur case blanche h7 · Fou noir sur case noire d6 · Cavalier blanc sur case blanche b5 · Pion noir sur case noire e5 · Cavalier blanc sur case noire g5 · Pion blanc sur case blanche e4 · Dame blanche sur case blanche b3 · Fou blanc sur case noire e3 · Pion blanc sur case blanche a2 · Pion blanc sur case noire b2 · Pion blanc sur case blanche g2 · Pion blanc sur case noire h2 · Tour blanche sur case blanche d1 · Tour blanche sur case blanche f1 · Roi blanc sur case noire g1 | Tour noire sur case blanche a8 · Fou noir sur case blanche c8 · Cavalier noir sur case blanche e8 · Tour noire sur case noire f8 · Roi noir sur case blanche g8 · Pion noir sur case noire a7 · Pion noir sur case blanche b7 · Dame noire sur case noire e7 · Pion noir sur case blanche f7 · Pion noir sur case noire g7 · Pion noir sur case blanche h7 · Fou noir sur case noire d6 · Cavalier blanc sur case blanche b5 · Pion noir sur case noire e5 · Cavalier blanc sur case noire g5 · Pion blanc sur case blanche e4 · Dame blanche sur case blanche b3 · Fou blanc sur case noire e3 · Pion blanc sur case blanche a2 · Pion blanc sur case noire b2 · Pion blanc sur case blanche g2 · Pion blanc sur case noire h2 · Tour blanche sur case blanche d1 · Tour blanche sur case blanche f1 · Roi blanc sur case noire g1 | 7 |
| 6 | Tour noire sur case blanche a8 · Fou noir sur case blanche c8 · Cavalier noir sur case blanche e8 · Tour noire sur case noire f8 · Roi noir sur case blanche g8 · Pion noir sur case noire a7 · Pion noir sur case blanche b7 · Dame noire sur case noire e7 · Pion noir sur case blanche f7 · Pion noir sur case noire g7 · Pion noir sur case blanche h7 · Fou noir sur case noire d6 · Cavalier blanc sur case blanche b5 · Pion noir sur case noire e5 · Cavalier blanc sur case noire g5 · Pion blanc sur case blanche e4 · Dame blanche sur case blanche b3 · Fou blanc sur case noire e3 · Pion blanc sur case blanche a2 · Pion blanc sur case noire b2 · Pion blanc sur case blanche g2 · Pion blanc sur case noire h2 · Tour blanche sur case blanche d1 · Tour blanche sur case blanche f1 · Roi blanc sur case noire g1 | Tour noire sur case blanche a8 · Fou noir sur case blanche c8 · Cavalier noir sur case blanche e8 · Tour noire sur case noire f8 · Roi noir sur case blanche g8 · Pion noir sur case noire a7 · Pion noir sur case blanche b7 · Dame noire sur case noire e7 · Pion noir sur case blanche f7 · Pion noir sur case noire g7 · Pion noir sur case blanche h7 · Fou noir sur case noire d6 · Cavalier blanc sur case blanche b5 · Pion noir sur case noire e5 · Cavalier blanc sur case noire g5 · Pion blanc sur case blanche e4 · Dame blanche sur case blanche b3 · Fou blanc sur case noire e3 · Pion blanc sur case blanche a2 · Pion blanc sur case noire b2 · Pion blanc sur case blanche g2 · Pion blanc sur case noire h2 · Tour blanche sur case blanche d1 · Tour blanche sur case blanche f1 · Roi blanc sur case noire g1 | Tour noire sur case blanche a8 · Fou noir sur case blanche c8 · Cavalier noir sur case blanche e8 · Tour noire sur case noire f8 · Roi noir sur case blanche g8 · Pion noir sur case noire a7 · Pion noir sur case blanche b7 · Dame noire sur case noire e7 · Pion noir sur case blanche f7 · Pion noir sur case noire g7 · Pion noir sur case blanche h7 · Fou noir sur case noire d6 · Cavalier blanc sur case blanche b5 · Pion noir sur case noire e5 · Cavalier blanc sur case noire g5 · Pion blanc sur case blanche e4 · Dame blanche sur case blanche b3 · Fou blanc sur case noire e3 · Pion blanc sur case blanche a2 · Pion blanc sur case noire b2 · Pion blanc sur case blanche g2 · Pion blanc sur case noire h2 · Tour blanche sur case blanche d1 · Tour blanche sur case blanche f1 · Roi blanc sur case noire g1 | Tour noire sur case blanche a8 · Fou noir sur case blanche c8 · Cavalier noir sur case blanche e8 · Tour noire sur case noire f8 · Roi noir sur case blanche g8 · Pion noir sur case noire a7 · Pion noir sur case blanche b7 · Dame noire sur case noire e7 · Pion noir sur case blanche f7 · Pion noir sur case noire g7 · Pion noir sur case blanche h7 · Fou noir sur case noire d6 · Cavalier blanc sur case blanche b5 · Pion noir sur case noire e5 · Cavalier blanc sur case noire g5 · Pion blanc sur case blanche e4 · Dame blanche sur case blanche b3 · Fou blanc sur case noire e3 · Pion blanc sur case blanche a2 · Pion blanc sur case noire b2 · Pion blanc sur case blanche g2 · Pion blanc sur case noire h2 · Tour blanche sur case blanche d1 · Tour blanche sur case blanche f1 · Roi blanc sur case noire g1 | Tour noire sur case blanche a8 · Fou noir sur case blanche c8 · Cavalier noir sur case blanche e8 · Tour noire sur case noire f8 · Roi noir sur case blanche g8 · Pion noir sur case noire a7 · Pion noir sur case blanche b7 · Dame noire sur case noire e7 · Pion noir sur case blanche f7 · Pion noir sur case noire g7 · Pion noir sur case blanche h7 · Fou noir sur case noire d6 · Cavalier blanc sur case blanche b5 · Pion noir sur case noire e5 · Cavalier blanc sur case noire g5 · Pion blanc sur case blanche e4 · Dame blanche sur case blanche b3 · Fou blanc sur case noire e3 · Pion blanc sur case blanche a2 · Pion blanc sur case noire b2 · Pion blanc sur case blanche g2 · Pion blanc sur case noire h2 · Tour blanche sur case blanche d1 · Tour blanche sur case blanche f1 · Roi blanc sur case noire g1 | Tour noire sur case blanche a8 · Fou noir sur case blanche c8 · Cavalier noir sur case blanche e8 · Tour noire sur case noire f8 · Roi noir sur case blanche g8 · Pion noir sur case noire a7 · Pion noir sur case blanche b7 · Dame noire sur case noire e7 · Pion noir sur case blanche f7 · Pion noir sur case noire g7 · Pion noir sur case blanche h7 · Fou noir sur case noire d6 · Cavalier blanc sur case blanche b5 · Pion noir sur case noire e5 · Cavalier blanc sur case noire g5 · Pion blanc sur case blanche e4 · Dame blanche sur case blanche b3 · Fou blanc sur case noire e3 · Pion blanc sur case blanche a2 · Pion blanc sur case noire b2 · Pion blanc sur case blanche g2 · Pion blanc sur case noire h2 · Tour blanche sur case blanche d1 · Tour blanche sur case blanche f1 · Roi blanc sur case noire g1 | Tour noire sur case blanche a8 · Fou noir sur case blanche c8 · Cavalier noir sur case blanche e8 · Tour noire sur case noire f8 · Roi noir sur case blanche g8 · Pion noir sur case noire a7 · Pion noir sur case blanche b7 · Dame noire sur case noire e7 · Pion noir sur case blanche f7 · Pion noir sur case noire g7 · Pion noir sur case blanche h7 · Fou noir sur case noire d6 · Cavalier blanc sur case blanche b5 · Pion noir sur case noire e5 · Cavalier blanc sur case noire g5 · Pion blanc sur case blanche e4 · Dame blanche sur case blanche b3 · Fou blanc sur case noire e3 · Pion blanc sur case blanche a2 · Pion blanc sur case noire b2 · Pion blanc sur case blanche g2 · Pion blanc sur case noire h2 · Tour blanche sur case blanche d1 · Tour blanche sur case blanche f1 · Roi blanc sur case noire g1 | Tour noire sur case blanche a8 · Fou noir sur case blanche c8 · Cavalier noir sur case blanche e8 · Tour noire sur case noire f8 · Roi noir sur case blanche g8 · Pion noir sur case noire a7 · Pion noir sur case blanche b7 · Dame noire sur case noire e7 · Pion noir sur case blanche f7 · Pion noir sur case noire g7 · Pion noir sur case blanche h7 · Fou noir sur case noire d6 · Cavalier blanc sur case blanche b5 · Pion noir sur case noire e5 · Cavalier blanc sur case noire g5 · Pion blanc sur case blanche e4 · Dame blanche sur case blanche b3 · Fou blanc sur case noire e3 · Pion blanc sur case blanche a2 · Pion blanc sur case noire b2 · Pion blanc sur case blanche g2 · Pion blanc sur case noire h2 · Tour blanche sur case blanche d1 · Tour blanche sur case blanche f1 · Roi blanc sur case noire g1 | 6 |
| 5 | Tour noire sur case blanche a8 · Fou noir sur case blanche c8 · Cavalier noir sur case blanche e8 · Tour noire sur case noire f8 · Roi noir sur case blanche g8 · Pion noir sur case noire a7 · Pion noir sur case blanche b7 · Dame noire sur case noire e7 · Pion noir sur case blanche f7 · Pion noir sur case noire g7 · Pion noir sur case blanche h7 · Fou noir sur case noire d6 · Cavalier blanc sur case blanche b5 · Pion noir sur case noire e5 · Cavalier blanc sur case noire g5 · Pion blanc sur case blanche e4 · Dame blanche sur case blanche b3 · Fou blanc sur case noire e3 · Pion blanc sur case blanche a2 · Pion blanc sur case noire b2 · Pion blanc sur case blanche g2 · Pion blanc sur case noire h2 · Tour blanche sur case blanche d1 · Tour blanche sur case blanche f1 · Roi blanc sur case noire g1 | Tour noire sur case blanche a8 · Fou noir sur case blanche c8 · Cavalier noir sur case blanche e8 · Tour noire sur case noire f8 · Roi noir sur case blanche g8 · Pion noir sur case noire a7 · Pion noir sur case blanche b7 · Dame noire sur case noire e7 · Pion noir sur case blanche f7 · Pion noir sur case noire g7 · Pion noir sur case blanche h7 · Fou noir sur case noire d6 · Cavalier blanc sur case blanche b5 · Pion noir sur case noire e5 · Cavalier blanc sur case noire g5 · Pion blanc sur case blanche e4 · Dame blanche sur case blanche b3 · Fou blanc sur case noire e3 · Pion blanc sur case blanche a2 · Pion blanc sur case noire b2 · Pion blanc sur case blanche g2 · Pion blanc sur case noire h2 · Tour blanche sur case blanche d1 · Tour blanche sur case blanche f1 · Roi blanc sur case noire g1 | Tour noire sur case blanche a8 · Fou noir sur case blanche c8 · Cavalier noir sur case blanche e8 · Tour noire sur case noire f8 · Roi noir sur case blanche g8 · Pion noir sur case noire a7 · Pion noir sur case blanche b7 · Dame noire sur case noire e7 · Pion noir sur case blanche f7 · Pion noir sur case noire g7 · Pion noir sur case blanche h7 · Fou noir sur case noire d6 · Cavalier blanc sur case blanche b5 · Pion noir sur case noire e5 · Cavalier blanc sur case noire g5 · Pion blanc sur case blanche e4 · Dame blanche sur case blanche b3 · Fou blanc sur case noire e3 · Pion blanc sur case blanche a2 · Pion blanc sur case noire b2 · Pion blanc sur case blanche g2 · Pion blanc sur case noire h2 · Tour blanche sur case blanche d1 · Tour blanche sur case blanche f1 · Roi blanc sur case noire g1 | Tour noire sur case blanche a8 · Fou noir sur case blanche c8 · Cavalier noir sur case blanche e8 · Tour noire sur case noire f8 · Roi noir sur case blanche g8 · Pion noir sur case noire a7 · Pion noir sur case blanche b7 · Dame noire sur case noire e7 · Pion noir sur case blanche f7 · Pion noir sur case noire g7 · Pion noir sur case blanche h7 · Fou noir sur case noire d6 · Cavalier blanc sur case blanche b5 · Pion noir sur case noire e5 · Cavalier blanc sur case noire g5 · Pion blanc sur case blanche e4 · Dame blanche sur case blanche b3 · Fou blanc sur case noire e3 · Pion blanc sur case blanche a2 · Pion blanc sur case noire b2 · Pion blanc sur case blanche g2 · Pion blanc sur case noire h2 · Tour blanche sur case blanche d1 · Tour blanche sur case blanche f1 · Roi blanc sur case noire g1 | Tour noire sur case blanche a8 · Fou noir sur case blanche c8 · Cavalier noir sur case blanche e8 · Tour noire sur case noire f8 · Roi noir sur case blanche g8 · Pion noir sur case noire a7 · Pion noir sur case blanche b7 · Dame noire sur case noire e7 · Pion noir sur case blanche f7 · Pion noir sur case noire g7 · Pion noir sur case blanche h7 · Fou noir sur case noire d6 · Cavalier blanc sur case blanche b5 · Pion noir sur case noire e5 · Cavalier blanc sur case noire g5 · Pion blanc sur case blanche e4 · Dame blanche sur case blanche b3 · Fou blanc sur case noire e3 · Pion blanc sur case blanche a2 · Pion blanc sur case noire b2 · Pion blanc sur case blanche g2 · Pion blanc sur case noire h2 · Tour blanche sur case blanche d1 · Tour blanche sur case blanche f1 · Roi blanc sur case noire g1 | Tour noire sur case blanche a8 · Fou noir sur case blanche c8 · Cavalier noir sur case blanche e8 · Tour noire sur case noire f8 · Roi noir sur case blanche g8 · Pion noir sur case noire a7 · Pion noir sur case blanche b7 · Dame noire sur case noire e7 · Pion noir sur case blanche f7 · Pion noir sur case noire g7 · Pion noir sur case blanche h7 · Fou noir sur case noire d6 · Cavalier blanc sur case blanche b5 · Pion noir sur case noire e5 · Cavalier blanc sur case noire g5 · Pion blanc sur case blanche e4 · Dame blanche sur case blanche b3 · Fou blanc sur case noire e3 · Pion blanc sur case blanche a2 · Pion blanc sur case noire b2 · Pion blanc sur case blanche g2 · Pion blanc sur case noire h2 · Tour blanche sur case blanche d1 · Tour blanche sur case blanche f1 · Roi blanc sur case noire g1 | Tour noire sur case blanche a8 · Fou noir sur case blanche c8 · Cavalier noir sur case blanche e8 · Tour noire sur case noire f8 · Roi noir sur case blanche g8 · Pion noir sur case noire a7 · Pion noir sur case blanche b7 · Dame noire sur case noire e7 · Pion noir sur case blanche f7 · Pion noir sur case noire g7 · Pion noir sur case blanche h7 · Fou noir sur case noire d6 · Cavalier blanc sur case blanche b5 · Pion noir sur case noire e5 · Cavalier blanc sur case noire g5 · Pion blanc sur case blanche e4 · Dame blanche sur case blanche b3 · Fou blanc sur case noire e3 · Pion blanc sur case blanche a2 · Pion blanc sur case noire b2 · Pion blanc sur case blanche g2 · Pion blanc sur case noire h2 · Tour blanche sur case blanche d1 · Tour blanche sur case blanche f1 · Roi blanc sur case noire g1 | Tour noire sur case blanche a8 · Fou noir sur case blanche c8 · Cavalier noir sur case blanche e8 · Tour noire sur case noire f8 · Roi noir sur case blanche g8 · Pion noir sur case noire a7 · Pion noir sur case blanche b7 · Dame noire sur case noire e7 · Pion noir sur case blanche f7 · Pion noir sur case noire g7 · Pion noir sur case blanche h7 · Fou noir sur case noire d6 · Cavalier blanc sur case blanche b5 · Pion noir sur case noire e5 · Cavalier blanc sur case noire g5 · Pion blanc sur case blanche e4 · Dame blanche sur case blanche b3 · Fou blanc sur case noire e3 · Pion blanc sur case blanche a2 · Pion blanc sur case noire b2 · Pion blanc sur case blanche g2 · Pion blanc sur case noire h2 · Tour blanche sur case blanche d1 · Tour blanche sur case blanche f1 · Roi blanc sur case noire g1 | 5 |
| 4 | Tour noire sur case blanche a8 · Fou noir sur case blanche c8 · Cavalier noir sur case blanche e8 · Tour noire sur case noire f8 · Roi noir sur case blanche g8 · Pion noir sur case noire a7 · Pion noir sur case blanche b7 · Dame noire sur case noire e7 · Pion noir sur case blanche f7 · Pion noir sur case noire g7 · Pion noir sur case blanche h7 · Fou noir sur case noire d6 · Cavalier blanc sur case blanche b5 · Pion noir sur case noire e5 · Cavalier blanc sur case noire g5 · Pion blanc sur case blanche e4 · Dame blanche sur case blanche b3 · Fou blanc sur case noire e3 · Pion blanc sur case blanche a2 · Pion blanc sur case noire b2 · Pion blanc sur case blanche g2 · Pion blanc sur case noire h2 · Tour blanche sur case blanche d1 · Tour blanche sur case blanche f1 · Roi blanc sur case noire g1 | Tour noire sur case blanche a8 · Fou noir sur case blanche c8 · Cavalier noir sur case blanche e8 · Tour noire sur case noire f8 · Roi noir sur case blanche g8 · Pion noir sur case noire a7 · Pion noir sur case blanche b7 · Dame noire sur case noire e7 · Pion noir sur case blanche f7 · Pion noir sur case noire g7 · Pion noir sur case blanche h7 · Fou noir sur case noire d6 · Cavalier blanc sur case blanche b5 · Pion noir sur case noire e5 · Cavalier blanc sur case noire g5 · Pion blanc sur case blanche e4 · Dame blanche sur case blanche b3 · Fou blanc sur case noire e3 · Pion blanc sur case blanche a2 · Pion blanc sur case noire b2 · Pion blanc sur case blanche g2 · Pion blanc sur case noire h2 · Tour blanche sur case blanche d1 · Tour blanche sur case blanche f1 · Roi blanc sur case noire g1 | Tour noire sur case blanche a8 · Fou noir sur case blanche c8 · Cavalier noir sur case blanche e8 · Tour noire sur case noire f8 · Roi noir sur case blanche g8 · Pion noir sur case noire a7 · Pion noir sur case blanche b7 · Dame noire sur case noire e7 · Pion noir sur case blanche f7 · Pion noir sur case noire g7 · Pion noir sur case blanche h7 · Fou noir sur case noire d6 · Cavalier blanc sur case blanche b5 · Pion noir sur case noire e5 · Cavalier blanc sur case noire g5 · Pion blanc sur case blanche e4 · Dame blanche sur case blanche b3 · Fou blanc sur case noire e3 · Pion blanc sur case blanche a2 · Pion blanc sur case noire b2 · Pion blanc sur case blanche g2 · Pion blanc sur case noire h2 · Tour blanche sur case blanche d1 · Tour blanche sur case blanche f1 · Roi blanc sur case noire g1 | Tour noire sur case blanche a8 · Fou noir sur case blanche c8 · Cavalier noir sur case blanche e8 · Tour noire sur case noire f8 · Roi noir sur case blanche g8 · Pion noir sur case noire a7 · Pion noir sur case blanche b7 · Dame noire sur case noire e7 · Pion noir sur case blanche f7 · Pion noir sur case noire g7 · Pion noir sur case blanche h7 · Fou noir sur case noire d6 · Cavalier blanc sur case blanche b5 · Pion noir sur case noire e5 · Cavalier blanc sur case noire g5 · Pion blanc sur case blanche e4 · Dame blanche sur case blanche b3 · Fou blanc sur case noire e3 · Pion blanc sur case blanche a2 · Pion blanc sur case noire b2 · Pion blanc sur case blanche g2 · Pion blanc sur case noire h2 · Tour blanche sur case blanche d1 · Tour blanche sur case blanche f1 · Roi blanc sur case noire g1 | Tour noire sur case blanche a8 · Fou noir sur case blanche c8 · Cavalier noir sur case blanche e8 · Tour noire sur case noire f8 · Roi noir sur case blanche g8 · Pion noir sur case noire a7 · Pion noir sur case blanche b7 · Dame noire sur case noire e7 · Pion noir sur case blanche f7 · Pion noir sur case noire g7 · Pion noir sur case blanche h7 · Fou noir sur case noire d6 · Cavalier blanc sur case blanche b5 · Pion noir sur case noire e5 · Cavalier blanc sur case noire g5 · Pion blanc sur case blanche e4 · Dame blanche sur case blanche b3 · Fou blanc sur case noire e3 · Pion blanc sur case blanche a2 · Pion blanc sur case noire b2 · Pion blanc sur case blanche g2 · Pion blanc sur case noire h2 · Tour blanche sur case blanche d1 · Tour blanche sur case blanche f1 · Roi blanc sur case noire g1 | Tour noire sur case blanche a8 · Fou noir sur case blanche c8 · Cavalier noir sur case blanche e8 · Tour noire sur case noire f8 · Roi noir sur case blanche g8 · Pion noir sur case noire a7 · Pion noir sur case blanche b7 · Dame noire sur case noire e7 · Pion noir sur case blanche f7 · Pion noir sur case noire g7 · Pion noir sur case blanche h7 · Fou noir sur case noire d6 · Cavalier blanc sur case blanche b5 · Pion noir sur case noire e5 · Cavalier blanc sur case noire g5 · Pion blanc sur case blanche e4 · Dame blanche sur case blanche b3 · Fou blanc sur case noire e3 · Pion blanc sur case blanche a2 · Pion blanc sur case noire b2 · Pion blanc sur case blanche g2 · Pion blanc sur case noire h2 · Tour blanche sur case blanche d1 · Tour blanche sur case blanche f1 · Roi blanc sur case noire g1 | Tour noire sur case blanche a8 · Fou noir sur case blanche c8 · Cavalier noir sur case blanche e8 · Tour noire sur case noire f8 · Roi noir sur case blanche g8 · Pion noir sur case noire a7 · Pion noir sur case blanche b7 · Dame noire sur case noire e7 · Pion noir sur case blanche f7 · Pion noir sur case noire g7 · Pion noir sur case blanche h7 · Fou noir sur case noire d6 · Cavalier blanc sur case blanche b5 · Pion noir sur case noire e5 · Cavalier blanc sur case noire g5 · Pion blanc sur case blanche e4 · Dame blanche sur case blanche b3 · Fou blanc sur case noire e3 · Pion blanc sur case blanche a2 · Pion blanc sur case noire b2 · Pion blanc sur case blanche g2 · Pion blanc sur case noire h2 · Tour blanche sur case blanche d1 · Tour blanche sur case blanche f1 · Roi blanc sur case noire g1 | Tour noire sur case blanche a8 · Fou noir sur case blanche c8 · Cavalier noir sur case blanche e8 · Tour noire sur case noire f8 · Roi noir sur case blanche g8 · Pion noir sur case noire a7 · Pion noir sur case blanche b7 · Dame noire sur case noire e7 · Pion noir sur case blanche f7 · Pion noir sur case noire g7 · Pion noir sur case blanche h7 · Fou noir sur case noire d6 · Cavalier blanc sur case blanche b5 · Pion noir sur case noire e5 · Cavalier blanc sur case noire g5 · Pion blanc sur case blanche e4 · Dame blanche sur case blanche b3 · Fou blanc sur case noire e3 · Pion blanc sur case blanche a2 · Pion blanc sur case noire b2 · Pion blanc sur case blanche g2 · Pion blanc sur case noire h2 · Tour blanche sur case blanche d1 · Tour blanche sur case blanche f1 · Roi blanc sur case noire g1 | 4 |
| 3 | Tour noire sur case blanche a8 · Fou noir sur case blanche c8 · Cavalier noir sur case blanche e8 · Tour noire sur case noire f8 · Roi noir sur case blanche g8 · Pion noir sur case noire a7 · Pion noir sur case blanche b7 · Dame noire sur case noire e7 · Pion noir sur case blanche f7 · Pion noir sur case noire g7 · Pion noir sur case blanche h7 · Fou noir sur case noire d6 · Cavalier blanc sur case blanche b5 · Pion noir sur case noire e5 · Cavalier blanc sur case noire g5 · Pion blanc sur case blanche e4 · Dame blanche sur case blanche b3 · Fou blanc sur case noire e3 · Pion blanc sur case blanche a2 · Pion blanc sur case noire b2 · Pion blanc sur case blanche g2 · Pion blanc sur case noire h2 · Tour blanche sur case blanche d1 · Tour blanche sur case blanche f1 · Roi blanc sur case noire g1 | Tour noire sur case blanche a8 · Fou noir sur case blanche c8 · Cavalier noir sur case blanche e8 · Tour noire sur case noire f8 · Roi noir sur case blanche g8 · Pion noir sur case noire a7 · Pion noir sur case blanche b7 · Dame noire sur case noire e7 · Pion noir sur case blanche f7 · Pion noir sur case noire g7 · Pion noir sur case blanche h7 · Fou noir sur case noire d6 · Cavalier blanc sur case blanche b5 · Pion noir sur case noire e5 · Cavalier blanc sur case noire g5 · Pion blanc sur case blanche e4 · Dame blanche sur case blanche b3 · Fou blanc sur case noire e3 · Pion blanc sur case blanche a2 · Pion blanc sur case noire b2 · Pion blanc sur case blanche g2 · Pion blanc sur case noire h2 · Tour blanche sur case blanche d1 · Tour blanche sur case blanche f1 · Roi blanc sur case noire g1 | Tour noire sur case blanche a8 · Fou noir sur case blanche c8 · Cavalier noir sur case blanche e8 · Tour noire sur case noire f8 · Roi noir sur case blanche g8 · Pion noir sur case noire a7 · Pion noir sur case blanche b7 · Dame noire sur case noire e7 · Pion noir sur case blanche f7 · Pion noir sur case noire g7 · Pion noir sur case blanche h7 · Fou noir sur case noire d6 · Cavalier blanc sur case blanche b5 · Pion noir sur case noire e5 · Cavalier blanc sur case noire g5 · Pion blanc sur case blanche e4 · Dame blanche sur case blanche b3 · Fou blanc sur case noire e3 · Pion blanc sur case blanche a2 · Pion blanc sur case noire b2 · Pion blanc sur case blanche g2 · Pion blanc sur case noire h2 · Tour blanche sur case blanche d1 · Tour blanche sur case blanche f1 · Roi blanc sur case noire g1 | Tour noire sur case blanche a8 · Fou noir sur case blanche c8 · Cavalier noir sur case blanche e8 · Tour noire sur case noire f8 · Roi noir sur case blanche g8 · Pion noir sur case noire a7 · Pion noir sur case blanche b7 · Dame noire sur case noire e7 · Pion noir sur case blanche f7 · Pion noir sur case noire g7 · Pion noir sur case blanche h7 · Fou noir sur case noire d6 · Cavalier blanc sur case blanche b5 · Pion noir sur case noire e5 · Cavalier blanc sur case noire g5 · Pion blanc sur case blanche e4 · Dame blanche sur case blanche b3 · Fou blanc sur case noire e3 · Pion blanc sur case blanche a2 · Pion blanc sur case noire b2 · Pion blanc sur case blanche g2 · Pion blanc sur case noire h2 · Tour blanche sur case blanche d1 · Tour blanche sur case blanche f1 · Roi blanc sur case noire g1 | Tour noire sur case blanche a8 · Fou noir sur case blanche c8 · Cavalier noir sur case blanche e8 · Tour noire sur case noire f8 · Roi noir sur case blanche g8 · Pion noir sur case noire a7 · Pion noir sur case blanche b7 · Dame noire sur case noire e7 · Pion noir sur case blanche f7 · Pion noir sur case noire g7 · Pion noir sur case blanche h7 · Fou noir sur case noire d6 · Cavalier blanc sur case blanche b5 · Pion noir sur case noire e5 · Cavalier blanc sur case noire g5 · Pion blanc sur case blanche e4 · Dame blanche sur case blanche b3 · Fou blanc sur case noire e3 · Pion blanc sur case blanche a2 · Pion blanc sur case noire b2 · Pion blanc sur case blanche g2 · Pion blanc sur case noire h2 · Tour blanche sur case blanche d1 · Tour blanche sur case blanche f1 · Roi blanc sur case noire g1 | Tour noire sur case blanche a8 · Fou noir sur case blanche c8 · Cavalier noir sur case blanche e8 · Tour noire sur case noire f8 · Roi noir sur case blanche g8 · Pion noir sur case noire a7 · Pion noir sur case blanche b7 · Dame noire sur case noire e7 · Pion noir sur case blanche f7 · Pion noir sur case noire g7 · Pion noir sur case blanche h7 · Fou noir sur case noire d6 · Cavalier blanc sur case blanche b5 · Pion noir sur case noire e5 · Cavalier blanc sur case noire g5 · Pion blanc sur case blanche e4 · Dame blanche sur case blanche b3 · Fou blanc sur case noire e3 · Pion blanc sur case blanche a2 · Pion blanc sur case noire b2 · Pion blanc sur case blanche g2 · Pion blanc sur case noire h2 · Tour blanche sur case blanche d1 · Tour blanche sur case blanche f1 · Roi blanc sur case noire g1 | Tour noire sur case blanche a8 · Fou noir sur case blanche c8 · Cavalier noir sur case blanche e8 · Tour noire sur case noire f8 · Roi noir sur case blanche g8 · Pion noir sur case noire a7 · Pion noir sur case blanche b7 · Dame noire sur case noire e7 · Pion noir sur case blanche f7 · Pion noir sur case noire g7 · Pion noir sur case blanche h7 · Fou noir sur case noire d6 · Cavalier blanc sur case blanche b5 · Pion noir sur case noire e5 · Cavalier blanc sur case noire g5 · Pion blanc sur case blanche e4 · Dame blanche sur case blanche b3 · Fou blanc sur case noire e3 · Pion blanc sur case blanche a2 · Pion blanc sur case noire b2 · Pion blanc sur case blanche g2 · Pion blanc sur case noire h2 · Tour blanche sur case blanche d1 · Tour blanche sur case blanche f1 · Roi blanc sur case noire g1 | Tour noire sur case blanche a8 · Fou noir sur case blanche c8 · Cavalier noir sur case blanche e8 · Tour noire sur case noire f8 · Roi noir sur case blanche g8 · Pion noir sur case noire a7 · Pion noir sur case blanche b7 · Dame noire sur case noire e7 · Pion noir sur case blanche f7 · Pion noir sur case noire g7 · Pion noir sur case blanche h7 · Fou noir sur case noire d6 · Cavalier blanc sur case blanche b5 · Pion noir sur case noire e5 · Cavalier blanc sur case noire g5 · Pion blanc sur case blanche e4 · Dame blanche sur case blanche b3 · Fou blanc sur case noire e3 · Pion blanc sur case blanche a2 · Pion blanc sur case noire b2 · Pion blanc sur case blanche g2 · Pion blanc sur case noire h2 · Tour blanche sur case blanche d1 · Tour blanche sur case blanche f1 · Roi blanc sur case noire g1 | 3 |
| 2 | Tour noire sur case blanche a8 · Fou noir sur case blanche c8 · Cavalier noir sur case blanche e8 · Tour noire sur case noire f8 · Roi noir sur case blanche g8 · Pion noir sur case noire a7 · Pion noir sur case blanche b7 · Dame noire sur case noire e7 · Pion noir sur case blanche f7 · Pion noir sur case noire g7 · Pion noir sur case blanche h7 · Fou noir sur case noire d6 · Cavalier blanc sur case blanche b5 · Pion noir sur case noire e5 · Cavalier blanc sur case noire g5 · Pion blanc sur case blanche e4 · Dame blanche sur case blanche b3 · Fou blanc sur case noire e3 · Pion blanc sur case blanche a2 · Pion blanc sur case noire b2 · Pion blanc sur case blanche g2 · Pion blanc sur case noire h2 · Tour blanche sur case blanche d1 · Tour blanche sur case blanche f1 · Roi blanc sur case noire g1 | Tour noire sur case blanche a8 · Fou noir sur case blanche c8 · Cavalier noir sur case blanche e8 · Tour noire sur case noire f8 · Roi noir sur case blanche g8 · Pion noir sur case noire a7 · Pion noir sur case blanche b7 · Dame noire sur case noire e7 · Pion noir sur case blanche f7 · Pion noir sur case noire g7 · Pion noir sur case blanche h7 · Fou noir sur case noire d6 · Cavalier blanc sur case blanche b5 · Pion noir sur case noire e5 · Cavalier blanc sur case noire g5 · Pion blanc sur case blanche e4 · Dame blanche sur case blanche b3 · Fou blanc sur case noire e3 · Pion blanc sur case blanche a2 · Pion blanc sur case noire b2 · Pion blanc sur case blanche g2 · Pion blanc sur case noire h2 · Tour blanche sur case blanche d1 · Tour blanche sur case blanche f1 · Roi blanc sur case noire g1 | Tour noire sur case blanche a8 · Fou noir sur case blanche c8 · Cavalier noir sur case blanche e8 · Tour noire sur case noire f8 · Roi noir sur case blanche g8 · Pion noir sur case noire a7 · Pion noir sur case blanche b7 · Dame noire sur case noire e7 · Pion noir sur case blanche f7 · Pion noir sur case noire g7 · Pion noir sur case blanche h7 · Fou noir sur case noire d6 · Cavalier blanc sur case blanche b5 · Pion noir sur case noire e5 · Cavalier blanc sur case noire g5 · Pion blanc sur case blanche e4 · Dame blanche sur case blanche b3 · Fou blanc sur case noire e3 · Pion blanc sur case blanche a2 · Pion blanc sur case noire b2 · Pion blanc sur case blanche g2 · Pion blanc sur case noire h2 · Tour blanche sur case blanche d1 · Tour blanche sur case blanche f1 · Roi blanc sur case noire g1 | Tour noire sur case blanche a8 · Fou noir sur case blanche c8 · Cavalier noir sur case blanche e8 · Tour noire sur case noire f8 · Roi noir sur case blanche g8 · Pion noir sur case noire a7 · Pion noir sur case blanche b7 · Dame noire sur case noire e7 · Pion noir sur case blanche f7 · Pion noir sur case noire g7 · Pion noir sur case blanche h7 · Fou noir sur case noire d6 · Cavalier blanc sur case blanche b5 · Pion noir sur case noire e5 · Cavalier blanc sur case noire g5 · Pion blanc sur case blanche e4 · Dame blanche sur case blanche b3 · Fou blanc sur case noire e3 · Pion blanc sur case blanche a2 · Pion blanc sur case noire b2 · Pion blanc sur case blanche g2 · Pion blanc sur case noire h2 · Tour blanche sur case blanche d1 · Tour blanche sur case blanche f1 · Roi blanc sur case noire g1 | Tour noire sur case blanche a8 · Fou noir sur case blanche c8 · Cavalier noir sur case blanche e8 · Tour noire sur case noire f8 · Roi noir sur case blanche g8 · Pion noir sur case noire a7 · Pion noir sur case blanche b7 · Dame noire sur case noire e7 · Pion noir sur case blanche f7 · Pion noir sur case noire g7 · Pion noir sur case blanche h7 · Fou noir sur case noire d6 · Cavalier blanc sur case blanche b5 · Pion noir sur case noire e5 · Cavalier blanc sur case noire g5 · Pion blanc sur case blanche e4 · Dame blanche sur case blanche b3 · Fou blanc sur case noire e3 · Pion blanc sur case blanche a2 · Pion blanc sur case noire b2 · Pion blanc sur case blanche g2 · Pion blanc sur case noire h2 · Tour blanche sur case blanche d1 · Tour blanche sur case blanche f1 · Roi blanc sur case noire g1 | Tour noire sur case blanche a8 · Fou noir sur case blanche c8 · Cavalier noir sur case blanche e8 · Tour noire sur case noire f8 · Roi noir sur case blanche g8 · Pion noir sur case noire a7 · Pion noir sur case blanche b7 · Dame noire sur case noire e7 · Pion noir sur case blanche f7 · Pion noir sur case noire g7 · Pion noir sur case blanche h7 · Fou noir sur case noire d6 · Cavalier blanc sur case blanche b5 · Pion noir sur case noire e5 · Cavalier blanc sur case noire g5 · Pion blanc sur case blanche e4 · Dame blanche sur case blanche b3 · Fou blanc sur case noire e3 · Pion blanc sur case blanche a2 · Pion blanc sur case noire b2 · Pion blanc sur case blanche g2 · Pion blanc sur case noire h2 · Tour blanche sur case blanche d1 · Tour blanche sur case blanche f1 · Roi blanc sur case noire g1 | Tour noire sur case blanche a8 · Fou noir sur case blanche c8 · Cavalier noir sur case blanche e8 · Tour noire sur case noire f8 · Roi noir sur case blanche g8 · Pion noir sur case noire a7 · Pion noir sur case blanche b7 · Dame noire sur case noire e7 · Pion noir sur case blanche f7 · Pion noir sur case noire g7 · Pion noir sur case blanche h7 · Fou noir sur case noire d6 · Cavalier blanc sur case blanche b5 · Pion noir sur case noire e5 · Cavalier blanc sur case noire g5 · Pion blanc sur case blanche e4 · Dame blanche sur case blanche b3 · Fou blanc sur case noire e3 · Pion blanc sur case blanche a2 · Pion blanc sur case noire b2 · Pion blanc sur case blanche g2 · Pion blanc sur case noire h2 · Tour blanche sur case blanche d1 · Tour blanche sur case blanche f1 · Roi blanc sur case noire g1 | Tour noire sur case blanche a8 · Fou noir sur case blanche c8 · Cavalier noir sur case blanche e8 · Tour noire sur case noire f8 · Roi noir sur case blanche g8 · Pion noir sur case noire a7 · Pion noir sur case blanche b7 · Dame noire sur case noire e7 · Pion noir sur case blanche f7 · Pion noir sur case noire g7 · Pion noir sur case blanche h7 · Fou noir sur case noire d6 · Cavalier blanc sur case blanche b5 · Pion noir sur case noire e5 · Cavalier blanc sur case noire g5 · Pion blanc sur case blanche e4 · Dame blanche sur case blanche b3 · Fou blanc sur case noire e3 · Pion blanc sur case blanche a2 · Pion blanc sur case noire b2 · Pion blanc sur case blanche g2 · Pion blanc sur case noire h2 · Tour blanche sur case blanche d1 · Tour blanche sur case blanche f1 · Roi blanc sur case noire g1 | 2 |
| 1 | Tour noire sur case blanche a8 · Fou noir sur case blanche c8 · Cavalier noir sur case blanche e8 · Tour noire sur case noire f8 · Roi noir sur case blanche g8 · Pion noir sur case noire a7 · Pion noir sur case blanche b7 · Dame noire sur case noire e7 · Pion noir sur case blanche f7 · Pion noir sur case noire g7 · Pion noir sur case blanche h7 · Fou noir sur case noire d6 · Cavalier blanc sur case blanche b5 · Pion noir sur case noire e5 · Cavalier blanc sur case noire g5 · Pion blanc sur case blanche e4 · Dame blanche sur case blanche b3 · Fou blanc sur case noire e3 · Pion blanc sur case blanche a2 · Pion blanc sur case noire b2 · Pion blanc sur case blanche g2 · Pion blanc sur case noire h2 · Tour blanche sur case blanche d1 · Tour blanche sur case blanche f1 · Roi blanc sur case noire g1 | Tour noire sur case blanche a8 · Fou noir sur case blanche c8 · Cavalier noir sur case blanche e8 · Tour noire sur case noire f8 · Roi noir sur case blanche g8 · Pion noir sur case noire a7 · Pion noir sur case blanche b7 · Dame noire sur case noire e7 · Pion noir sur case blanche f7 · Pion noir sur case noire g7 · Pion noir sur case blanche h7 · Fou noir sur case noire d6 · Cavalier blanc sur case blanche b5 · Pion noir sur case noire e5 · Cavalier blanc sur case noire g5 · Pion blanc sur case blanche e4 · Dame blanche sur case blanche b3 · Fou blanc sur case noire e3 · Pion blanc sur case blanche a2 · Pion blanc sur case noire b2 · Pion blanc sur case blanche g2 · Pion blanc sur case noire h2 · Tour blanche sur case blanche d1 · Tour blanche sur case blanche f1 · Roi blanc sur case noire g1 | Tour noire sur case blanche a8 · Fou noir sur case blanche c8 · Cavalier noir sur case blanche e8 · Tour noire sur case noire f8 · Roi noir sur case blanche g8 · Pion noir sur case noire a7 · Pion noir sur case blanche b7 · Dame noire sur case noire e7 · Pion noir sur case blanche f7 · Pion noir sur case noire g7 · Pion noir sur case blanche h7 · Fou noir sur case noire d6 · Cavalier blanc sur case blanche b5 · Pion noir sur case noire e5 · Cavalier blanc sur case noire g5 · Pion blanc sur case blanche e4 · Dame blanche sur case blanche b3 · Fou blanc sur case noire e3 · Pion blanc sur case blanche a2 · Pion blanc sur case noire b2 · Pion blanc sur case blanche g2 · Pion blanc sur case noire h2 · Tour blanche sur case blanche d1 · Tour blanche sur case blanche f1 · Roi blanc sur case noire g1 | Tour noire sur case blanche a8 · Fou noir sur case blanche c8 · Cavalier noir sur case blanche e8 · Tour noire sur case noire f8 · Roi noir sur case blanche g8 · Pion noir sur case noire a7 · Pion noir sur case blanche b7 · Dame noire sur case noire e7 · Pion noir sur case blanche f7 · Pion noir sur case noire g7 · Pion noir sur case blanche h7 · Fou noir sur case noire d6 · Cavalier blanc sur case blanche b5 · Pion noir sur case noire e5 · Cavalier blanc sur case noire g5 · Pion blanc sur case blanche e4 · Dame blanche sur case blanche b3 · Fou blanc sur case noire e3 · Pion blanc sur case blanche a2 · Pion blanc sur case noire b2 · Pion blanc sur case blanche g2 · Pion blanc sur case noire h2 · Tour blanche sur case blanche d1 · Tour blanche sur case blanche f1 · Roi blanc sur case noire g1 | Tour noire sur case blanche a8 · Fou noir sur case blanche c8 · Cavalier noir sur case blanche e8 · Tour noire sur case noire f8 · Roi noir sur case blanche g8 · Pion noir sur case noire a7 · Pion noir sur case blanche b7 · Dame noire sur case noire e7 · Pion noir sur case blanche f7 · Pion noir sur case noire g7 · Pion noir sur case blanche h7 · Fou noir sur case noire d6 · Cavalier blanc sur case blanche b5 · Pion noir sur case noire e5 · Cavalier blanc sur case noire g5 · Pion blanc sur case blanche e4 · Dame blanche sur case blanche b3 · Fou blanc sur case noire e3 · Pion blanc sur case blanche a2 · Pion blanc sur case noire b2 · Pion blanc sur case blanche g2 · Pion blanc sur case noire h2 · Tour blanche sur case blanche d1 · Tour blanche sur case blanche f1 · Roi blanc sur case noire g1 | Tour noire sur case blanche a8 · Fou noir sur case blanche c8 · Cavalier noir sur case blanche e8 · Tour noire sur case noire f8 · Roi noir sur case blanche g8 · Pion noir sur case noire a7 · Pion noir sur case blanche b7 · Dame noire sur case noire e7 · Pion noir sur case blanche f7 · Pion noir sur case noire g7 · Pion noir sur case blanche h7 · Fou noir sur case noire d6 · Cavalier blanc sur case blanche b5 · Pion noir sur case noire e5 · Cavalier blanc sur case noire g5 · Pion blanc sur case blanche e4 · Dame blanche sur case blanche b3 · Fou blanc sur case noire e3 · Pion blanc sur case blanche a2 · Pion blanc sur case noire b2 · Pion blanc sur case blanche g2 · Pion blanc sur case noire h2 · Tour blanche sur case blanche d1 · Tour blanche sur case blanche f1 · Roi blanc sur case noire g1 | Tour noire sur case blanche a8 · Fou noir sur case blanche c8 · Cavalier noir sur case blanche e8 · Tour noire sur case noire f8 · Roi noir sur case blanche g8 · Pion noir sur case noire a7 · Pion noir sur case blanche b7 · Dame noire sur case noire e7 · Pion noir sur case blanche f7 · Pion noir sur case noire g7 · Pion noir sur case blanche h7 · Fou noir sur case noire d6 · Cavalier blanc sur case blanche b5 · Pion noir sur case noire e5 · Cavalier blanc sur case noire g5 · Pion blanc sur case blanche e4 · Dame blanche sur case blanche b3 · Fou blanc sur case noire e3 · Pion blanc sur case blanche a2 · Pion blanc sur case noire b2 · Pion blanc sur case blanche g2 · Pion blanc sur case noire h2 · Tour blanche sur case blanche d1 · Tour blanche sur case blanche f1 · Roi blanc sur case noire g1 | Tour noire sur case blanche a8 · Fou noir sur case blanche c8 · Cavalier noir sur case blanche e8 · Tour noire sur case noire f8 · Roi noir sur case blanche g8 · Pion noir sur case noire a7 · Pion noir sur case blanche b7 · Dame noire sur case noire e7 · Pion noir sur case blanche f7 · Pion noir sur case noire g7 · Pion noir sur case blanche h7 · Fou noir sur case noire d6 · Cavalier blanc sur case blanche b5 · Pion noir sur case noire e5 · Cavalier blanc sur case noire g5 · Pion blanc sur case blanche e4 · Dame blanche sur case blanche b3 · Fou blanc sur case noire e3 · Pion blanc sur case blanche a2 · Pion blanc sur case noire b2 · Pion blanc sur case blanche g2 · Pion blanc sur case noire h2 · Tour blanche sur case blanche d1 · Tour blanche sur case blanche f1 · Roi blanc sur case noire g1 | 1 |
|   | a | b | c | d | e | f | g | h |   |

16.Cxd6 ! Cxd6 17.Txd6 !! Dxd6 18.Txf7 Fe6 19.Txf8+ Dxf8 20.Dxe6+ Rh8 21.Cf7+ Rg8 22.Cxe5+ Rh8 23.Cf7+ Rg8 24.Cd6+ Rh8 25.Fd4 ! (menace Cf5, Fxg7) 1–0

## Exemple de problème
|   | a | b | c | d | e | f | g | h |   |
| 8 | Fou noir sur case noire f8 · Roi blanc sur case noire h8 · Dame blanche sur case blanche d7 · Cavalier noir sur case noire g7 · Dame noire sur case blanche a6 · Pion noir sur case noire d6 · Fou blanc sur case noire f6 · Cavalier blanc sur case blanche g6 · Pion noir sur case noire c5 · Roi noir sur case blanche d5 · Pion blanc sur case noire e5 · Pion noir sur case blanche h5 · Tour blanche sur case blanche c4 · Tour blanche sur case noire f4 · Pion blanc sur case noire h4 · Pion blanc sur case blanche b3 · Pion blanc sur case noire c3 · Pion noir sur case blanche d3 · Fou blanc sur case blanche h3 · Pion blanc sur case noire f2 · Cavalier noir sur case noire e1 | Fou noir sur case noire f8 · Roi blanc sur case noire h8 · Dame blanche sur case blanche d7 · Cavalier noir sur case noire g7 · Dame noire sur case blanche a6 · Pion noir sur case noire d6 · Fou blanc sur case noire f6 · Cavalier blanc sur case blanche g6 · Pion noir sur case noire c5 · Roi noir sur case blanche d5 · Pion blanc sur case noire e5 · Pion noir sur case blanche h5 · Tour blanche sur case blanche c4 · Tour blanche sur case noire f4 · Pion blanc sur case noire h4 · Pion blanc sur case blanche b3 · Pion blanc sur case noire c3 · Pion noir sur case blanche d3 · Fou blanc sur case blanche h3 · Pion blanc sur case noire f2 · Cavalier noir sur case noire e1 | Fou noir sur case noire f8 · Roi blanc sur case noire h8 · Dame blanche sur case blanche d7 · Cavalier noir sur case noire g7 · Dame noire sur case blanche a6 · Pion noir sur case noire d6 · Fou blanc sur case noire f6 · Cavalier blanc sur case blanche g6 · Pion noir sur case noire c5 · Roi noir sur case blanche d5 · Pion blanc sur case noire e5 · Pion noir sur case blanche h5 · Tour blanche sur case blanche c4 · Tour blanche sur case noire f4 · Pion blanc sur case noire h4 · Pion blanc sur case blanche b3 · Pion blanc sur case noire c3 · Pion noir sur case blanche d3 · Fou blanc sur case blanche h3 · Pion blanc sur case noire f2 · Cavalier noir sur case noire e1 | Fou noir sur case noire f8 · Roi blanc sur case noire h8 · Dame blanche sur case blanche d7 · Cavalier noir sur case noire g7 · Dame noire sur case blanche a6 · Pion noir sur case noire d6 · Fou blanc sur case noire f6 · Cavalier blanc sur case blanche g6 · Pion noir sur case noire c5 · Roi noir sur case blanche d5 · Pion blanc sur case noire e5 · Pion noir sur case blanche h5 · Tour blanche sur case blanche c4 · Tour blanche sur case noire f4 · Pion blanc sur case noire h4 · Pion blanc sur case blanche b3 · Pion blanc sur case noire c3 · Pion noir sur case blanche d3 · Fou blanc sur case blanche h3 · Pion blanc sur case noire f2 · Cavalier noir sur case noire e1 | Fou noir sur case noire f8 · Roi blanc sur case noire h8 · Dame blanche sur case blanche d7 · Cavalier noir sur case noire g7 · Dame noire sur case blanche a6 · Pion noir sur case noire d6 · Fou blanc sur case noire f6 · Cavalier blanc sur case blanche g6 · Pion noir sur case noire c5 · Roi noir sur case blanche d5 · Pion blanc sur case noire e5 · Pion noir sur case blanche h5 · Tour blanche sur case blanche c4 · Tour blanche sur case noire f4 · Pion blanc sur case noire h4 · Pion blanc sur case blanche b3 · Pion blanc sur case noire c3 · Pion noir sur case blanche d3 · Fou blanc sur case blanche h3 · Pion blanc sur case noire f2 · Cavalier noir sur case noire e1 | Fou noir sur case noire f8 · Roi blanc sur case noire h8 · Dame blanche sur case blanche d7 · Cavalier noir sur case noire g7 · Dame noire sur case blanche a6 · Pion noir sur case noire d6 · Fou blanc sur case noire f6 · Cavalier blanc sur case blanche g6 · Pion noir sur case noire c5 · Roi noir sur case blanche d5 · Pion blanc sur case noire e5 · Pion noir sur case blanche h5 · Tour blanche sur case blanche c4 · Tour blanche sur case noire f4 · Pion blanc sur case noire h4 · Pion blanc sur case blanche b3 · Pion blanc sur case noire c3 · Pion noir sur case blanche d3 · Fou blanc sur case blanche h3 · Pion blanc sur case noire f2 · Cavalier noir sur case noire e1 | Fou noir sur case noire f8 · Roi blanc sur case noire h8 · Dame blanche sur case blanche d7 · Cavalier noir sur case noire g7 · Dame noire sur case blanche a6 · Pion noir sur case noire d6 · Fou blanc sur case noire f6 · Cavalier blanc sur case blanche g6 · Pion noir sur case noire c5 · Roi noir sur case blanche d5 · Pion blanc sur case noire e5 · Pion noir sur case blanche h5 · Tour blanche sur case blanche c4 · Tour blanche sur case noire f4 · Pion blanc sur case noire h4 · Pion blanc sur case blanche b3 · Pion blanc sur case noire c3 · Pion noir sur case blanche d3 · Fou blanc sur case blanche h3 · Pion blanc sur case noire f2 · Cavalier noir sur case noire e1 | Fou noir sur case noire f8 · Roi blanc sur case noire h8 · Dame blanche sur case blanche d7 · Cavalier noir sur case noire g7 · Dame noire sur case blanche a6 · Pion noir sur case noire d6 · Fou blanc sur case noire f6 · Cavalier blanc sur case blanche g6 · Pion noir sur case noire c5 · Roi noir sur case blanche d5 · Pion blanc sur case noire e5 · Pion noir sur case blanche h5 · Tour blanche sur case blanche c4 · Tour blanche sur case noire f4 · Pion blanc sur case noire h4 · Pion blanc sur case blanche b3 · Pion blanc sur case noire c3 · Pion noir sur case blanche d3 · Fou blanc sur case blanche h3 · Pion blanc sur case noire f2 · Cavalier noir sur case noire e1 | 8 |
| 7 | Fou noir sur case noire f8 · Roi blanc sur case noire h8 · Dame blanche sur case blanche d7 · Cavalier noir sur case noire g7 · Dame noire sur case blanche a6 · Pion noir sur case noire d6 · Fou blanc sur case noire f6 · Cavalier blanc sur case blanche g6 · Pion noir sur case noire c5 · Roi noir sur case blanche d5 · Pion blanc sur case noire e5 · Pion noir sur case blanche h5 · Tour blanche sur case blanche c4 · Tour blanche sur case noire f4 · Pion blanc sur case noire h4 · Pion blanc sur case blanche b3 · Pion blanc sur case noire c3 · Pion noir sur case blanche d3 · Fou blanc sur case blanche h3 · Pion blanc sur case noire f2 · Cavalier noir sur case noire e1 | Fou noir sur case noire f8 · Roi blanc sur case noire h8 · Dame blanche sur case blanche d7 · Cavalier noir sur case noire g7 · Dame noire sur case blanche a6 · Pion noir sur case noire d6 · Fou blanc sur case noire f6 · Cavalier blanc sur case blanche g6 · Pion noir sur case noire c5 · Roi noir sur case blanche d5 · Pion blanc sur case noire e5 · Pion noir sur case blanche h5 · Tour blanche sur case blanche c4 · Tour blanche sur case noire f4 · Pion blanc sur case noire h4 · Pion blanc sur case blanche b3 · Pion blanc sur case noire c3 · Pion noir sur case blanche d3 · Fou blanc sur case blanche h3 · Pion blanc sur case noire f2 · Cavalier noir sur case noire e1 | Fou noir sur case noire f8 · Roi blanc sur case noire h8 · Dame blanche sur case blanche d7 · Cavalier noir sur case noire g7 · Dame noire sur case blanche a6 · Pion noir sur case noire d6 · Fou blanc sur case noire f6 · Cavalier blanc sur case blanche g6 · Pion noir sur case noire c5 · Roi noir sur case blanche d5 · Pion blanc sur case noire e5 · Pion noir sur case blanche h5 · Tour blanche sur case blanche c4 · Tour blanche sur case noire f4 · Pion blanc sur case noire h4 · Pion blanc sur case blanche b3 · Pion blanc sur case noire c3 · Pion noir sur case blanche d3 · Fou blanc sur case blanche h3 · Pion blanc sur case noire f2 · Cavalier noir sur case noire e1 | Fou noir sur case noire f8 · Roi blanc sur case noire h8 · Dame blanche sur case blanche d7 · Cavalier noir sur case noire g7 · Dame noire sur case blanche a6 · Pion noir sur case noire d6 · Fou blanc sur case noire f6 · Cavalier blanc sur case blanche g6 · Pion noir sur case noire c5 · Roi noir sur case blanche d5 · Pion blanc sur case noire e5 · Pion noir sur case blanche h5 · Tour blanche sur case blanche c4 · Tour blanche sur case noire f4 · Pion blanc sur case noire h4 · Pion blanc sur case blanche b3 · Pion blanc sur case noire c3 · Pion noir sur case blanche d3 · Fou blanc sur case blanche h3 · Pion blanc sur case noire f2 · Cavalier noir sur case noire e1 | Fou noir sur case noire f8 · Roi blanc sur case noire h8 · Dame blanche sur case blanche d7 · Cavalier noir sur case noire g7 · Dame noire sur case blanche a6 · Pion noir sur case noire d6 · Fou blanc sur case noire f6 · Cavalier blanc sur case blanche g6 · Pion noir sur case noire c5 · Roi noir sur case blanche d5 · Pion blanc sur case noire e5 · Pion noir sur case blanche h5 · Tour blanche sur case blanche c4 · Tour blanche sur case noire f4 · Pion blanc sur case noire h4 · Pion blanc sur case blanche b3 · Pion blanc sur case noire c3 · Pion noir sur case blanche d3 · Fou blanc sur case blanche h3 · Pion blanc sur case noire f2 · Cavalier noir sur case noire e1 | Fou noir sur case noire f8 · Roi blanc sur case noire h8 · Dame blanche sur case blanche d7 · Cavalier noir sur case noire g7 · Dame noire sur case blanche a6 · Pion noir sur case noire d6 · Fou blanc sur case noire f6 · Cavalier blanc sur case blanche g6 · Pion noir sur case noire c5 · Roi noir sur case blanche d5 · Pion blanc sur case noire e5 · Pion noir sur case blanche h5 · Tour blanche sur case blanche c4 · Tour blanche sur case noire f4 · Pion blanc sur case noire h4 · Pion blanc sur case blanche b3 · Pion blanc sur case noire c3 · Pion noir sur case blanche d3 · Fou blanc sur case blanche h3 · Pion blanc sur case noire f2 · Cavalier noir sur case noire e1 | Fou noir sur case noire f8 · Roi blanc sur case noire h8 · Dame blanche sur case blanche d7 · Cavalier noir sur case noire g7 · Dame noire sur case blanche a6 · Pion noir sur case noire d6 · Fou blanc sur case noire f6 · Cavalier blanc sur case blanche g6 · Pion noir sur case noire c5 · Roi noir sur case blanche d5 · Pion blanc sur case noire e5 · Pion noir sur case blanche h5 · Tour blanche sur case blanche c4 · Tour blanche sur case noire f4 · Pion blanc sur case noire h4 · Pion blanc sur case blanche b3 · Pion blanc sur case noire c3 · Pion noir sur case blanche d3 · Fou blanc sur case blanche h3 · Pion blanc sur case noire f2 · Cavalier noir sur case noire e1 | Fou noir sur case noire f8 · Roi blanc sur case noire h8 · Dame blanche sur case blanche d7 · Cavalier noir sur case noire g7 · Dame noire sur case blanche a6 · Pion noir sur case noire d6 · Fou blanc sur case noire f6 · Cavalier blanc sur case blanche g6 · Pion noir sur case noire c5 · Roi noir sur case blanche d5 · Pion blanc sur case noire e5 · Pion noir sur case blanche h5 · Tour blanche sur case blanche c4 · Tour blanche sur case noire f4 · Pion blanc sur case noire h4 · Pion blanc sur case blanche b3 · Pion blanc sur case noire c3 · Pion noir sur case blanche d3 · Fou blanc sur case blanche h3 · Pion blanc sur case noire f2 · Cavalier noir sur case noire e1 | 7 |
| 6 | Fou noir sur case noire f8 · Roi blanc sur case noire h8 · Dame blanche sur case blanche d7 · Cavalier noir sur case noire g7 · Dame noire sur case blanche a6 · Pion noir sur case noire d6 · Fou blanc sur case noire f6 · Cavalier blanc sur case blanche g6 · Pion noir sur case noire c5 · Roi noir sur case blanche d5 · Pion blanc sur case noire e5 · Pion noir sur case blanche h5 · Tour blanche sur case blanche c4 · Tour blanche sur case noire f4 · Pion blanc sur case noire h4 · Pion blanc sur case blanche b3 · Pion blanc sur case noire c3 · Pion noir sur case blanche d3 · Fou blanc sur case blanche h3 · Pion blanc sur case noire f2 · Cavalier noir sur case noire e1 | Fou noir sur case noire f8 · Roi blanc sur case noire h8 · Dame blanche sur case blanche d7 · Cavalier noir sur case noire g7 · Dame noire sur case blanche a6 · Pion noir sur case noire d6 · Fou blanc sur case noire f6 · Cavalier blanc sur case blanche g6 · Pion noir sur case noire c5 · Roi noir sur case blanche d5 · Pion blanc sur case noire e5 · Pion noir sur case blanche h5 · Tour blanche sur case blanche c4 · Tour blanche sur case noire f4 · Pion blanc sur case noire h4 · Pion blanc sur case blanche b3 · Pion blanc sur case noire c3 · Pion noir sur case blanche d3 · Fou blanc sur case blanche h3 · Pion blanc sur case noire f2 · Cavalier noir sur case noire e1 | Fou noir sur case noire f8 · Roi blanc sur case noire h8 · Dame blanche sur case blanche d7 · Cavalier noir sur case noire g7 · Dame noire sur case blanche a6 · Pion noir sur case noire d6 · Fou blanc sur case noire f6 · Cavalier blanc sur case blanche g6 · Pion noir sur case noire c5 · Roi noir sur case blanche d5 · Pion blanc sur case noire e5 · Pion noir sur case blanche h5 · Tour blanche sur case blanche c4 · Tour blanche sur case noire f4 · Pion blanc sur case noire h4 · Pion blanc sur case blanche b3 · Pion blanc sur case noire c3 · Pion noir sur case blanche d3 · Fou blanc sur case blanche h3 · Pion blanc sur case noire f2 · Cavalier noir sur case noire e1 | Fou noir sur case noire f8 · Roi blanc sur case noire h8 · Dame blanche sur case blanche d7 · Cavalier noir sur case noire g7 · Dame noire sur case blanche a6 · Pion noir sur case noire d6 · Fou blanc sur case noire f6 · Cavalier blanc sur case blanche g6 · Pion noir sur case noire c5 · Roi noir sur case blanche d5 · Pion blanc sur case noire e5 · Pion noir sur case blanche h5 · Tour blanche sur case blanche c4 · Tour blanche sur case noire f4 · Pion blanc sur case noire h4 · Pion blanc sur case blanche b3 · Pion blanc sur case noire c3 · Pion noir sur case blanche d3 · Fou blanc sur case blanche h3 · Pion blanc sur case noire f2 · Cavalier noir sur case noire e1 | Fou noir sur case noire f8 · Roi blanc sur case noire h8 · Dame blanche sur case blanche d7 · Cavalier noir sur case noire g7 · Dame noire sur case blanche a6 · Pion noir sur case noire d6 · Fou blanc sur case noire f6 · Cavalier blanc sur case blanche g6 · Pion noir sur case noire c5 · Roi noir sur case blanche d5 · Pion blanc sur case noire e5 · Pion noir sur case blanche h5 · Tour blanche sur case blanche c4 · Tour blanche sur case noire f4 · Pion blanc sur case noire h4 · Pion blanc sur case blanche b3 · Pion blanc sur case noire c3 · Pion noir sur case blanche d3 · Fou blanc sur case blanche h3 · Pion blanc sur case noire f2 · Cavalier noir sur case noire e1 | Fou noir sur case noire f8 · Roi blanc sur case noire h8 · Dame blanche sur case blanche d7 · Cavalier noir sur case noire g7 · Dame noire sur case blanche a6 · Pion noir sur case noire d6 · Fou blanc sur case noire f6 · Cavalier blanc sur case blanche g6 · Pion noir sur case noire c5 · Roi noir sur case blanche d5 · Pion blanc sur case noire e5 · Pion noir sur case blanche h5 · Tour blanche sur case blanche c4 · Tour blanche sur case noire f4 · Pion blanc sur case noire h4 · Pion blanc sur case blanche b3 · Pion blanc sur case noire c3 · Pion noir sur case blanche d3 · Fou blanc sur case blanche h3 · Pion blanc sur case noire f2 · Cavalier noir sur case noire e1 | Fou noir sur case noire f8 · Roi blanc sur case noire h8 · Dame blanche sur case blanche d7 · Cavalier noir sur case noire g7 · Dame noire sur case blanche a6 · Pion noir sur case noire d6 · Fou blanc sur case noire f6 · Cavalier blanc sur case blanche g6 · Pion noir sur case noire c5 · Roi noir sur case blanche d5 · Pion blanc sur case noire e5 · Pion noir sur case blanche h5 · Tour blanche sur case blanche c4 · Tour blanche sur case noire f4 · Pion blanc sur case noire h4 · Pion blanc sur case blanche b3 · Pion blanc sur case noire c3 · Pion noir sur case blanche d3 · Fou blanc sur case blanche h3 · Pion blanc sur case noire f2 · Cavalier noir sur case noire e1 | Fou noir sur case noire f8 · Roi blanc sur case noire h8 · Dame blanche sur case blanche d7 · Cavalier noir sur case noire g7 · Dame noire sur case blanche a6 · Pion noir sur case noire d6 · Fou blanc sur case noire f6 · Cavalier blanc sur case blanche g6 · Pion noir sur case noire c5 · Roi noir sur case blanche d5 · Pion blanc sur case noire e5 · Pion noir sur case blanche h5 · Tour blanche sur case blanche c4 · Tour blanche sur case noire f4 · Pion blanc sur case noire h4 · Pion blanc sur case blanche b3 · Pion blanc sur case noire c3 · Pion noir sur case blanche d3 · Fou blanc sur case blanche h3 · Pion blanc sur case noire f2 · Cavalier noir sur case noire e1 | 6 |
| 5 | Fou noir sur case noire f8 · Roi blanc sur case noire h8 · Dame blanche sur case blanche d7 · Cavalier noir sur case noire g7 · Dame noire sur case blanche a6 · Pion noir sur case noire d6 · Fou blanc sur case noire f6 · Cavalier blanc sur case blanche g6 · Pion noir sur case noire c5 · Roi noir sur case blanche d5 · Pion blanc sur case noire e5 · Pion noir sur case blanche h5 · Tour blanche sur case blanche c4 · Tour blanche sur case noire f4 · Pion blanc sur case noire h4 · Pion blanc sur case blanche b3 · Pion blanc sur case noire c3 · Pion noir sur case blanche d3 · Fou blanc sur case blanche h3 · Pion blanc sur case noire f2 · Cavalier noir sur case noire e1 | Fou noir sur case noire f8 · Roi blanc sur case noire h8 · Dame blanche sur case blanche d7 · Cavalier noir sur case noire g7 · Dame noire sur case blanche a6 · Pion noir sur case noire d6 · Fou blanc sur case noire f6 · Cavalier blanc sur case blanche g6 · Pion noir sur case noire c5 · Roi noir sur case blanche d5 · Pion blanc sur case noire e5 · Pion noir sur case blanche h5 · Tour blanche sur case blanche c4 · Tour blanche sur case noire f4 · Pion blanc sur case noire h4 · Pion blanc sur case blanche b3 · Pion blanc sur case noire c3 · Pion noir sur case blanche d3 · Fou blanc sur case blanche h3 · Pion blanc sur case noire f2 · Cavalier noir sur case noire e1 | Fou noir sur case noire f8 · Roi blanc sur case noire h8 · Dame blanche sur case blanche d7 · Cavalier noir sur case noire g7 · Dame noire sur case blanche a6 · Pion noir sur case noire d6 · Fou blanc sur case noire f6 · Cavalier blanc sur case blanche g6 · Pion noir sur case noire c5 · Roi noir sur case blanche d5 · Pion blanc sur case noire e5 · Pion noir sur case blanche h5 · Tour blanche sur case blanche c4 · Tour blanche sur case noire f4 · Pion blanc sur case noire h4 · Pion blanc sur case blanche b3 · Pion blanc sur case noire c3 · Pion noir sur case blanche d3 · Fou blanc sur case blanche h3 · Pion blanc sur case noire f2 · Cavalier noir sur case noire e1 | Fou noir sur case noire f8 · Roi blanc sur case noire h8 · Dame blanche sur case blanche d7 · Cavalier noir sur case noire g7 · Dame noire sur case blanche a6 · Pion noir sur case noire d6 · Fou blanc sur case noire f6 · Cavalier blanc sur case blanche g6 · Pion noir sur case noire c5 · Roi noir sur case blanche d5 · Pion blanc sur case noire e5 · Pion noir sur case blanche h5 · Tour blanche sur case blanche c4 · Tour blanche sur case noire f4 · Pion blanc sur case noire h4 · Pion blanc sur case blanche b3 · Pion blanc sur case noire c3 · Pion noir sur case blanche d3 · Fou blanc sur case blanche h3 · Pion blanc sur case noire f2 · Cavalier noir sur case noire e1 | Fou noir sur case noire f8 · Roi blanc sur case noire h8 · Dame blanche sur case blanche d7 · Cavalier noir sur case noire g7 · Dame noire sur case blanche a6 · Pion noir sur case noire d6 · Fou blanc sur case noire f6 · Cavalier blanc sur case blanche g6 · Pion noir sur case noire c5 · Roi noir sur case blanche d5 · Pion blanc sur case noire e5 · Pion noir sur case blanche h5 · Tour blanche sur case blanche c4 · Tour blanche sur case noire f4 · Pion blanc sur case noire h4 · Pion blanc sur case blanche b3 · Pion blanc sur case noire c3 · Pion noir sur case blanche d3 · Fou blanc sur case blanche h3 · Pion blanc sur case noire f2 · Cavalier noir sur case noire e1 | Fou noir sur case noire f8 · Roi blanc sur case noire h8 · Dame blanche sur case blanche d7 · Cavalier noir sur case noire g7 · Dame noire sur case blanche a6 · Pion noir sur case noire d6 · Fou blanc sur case noire f6 · Cavalier blanc sur case blanche g6 · Pion noir sur case noire c5 · Roi noir sur case blanche d5 · Pion blanc sur case noire e5 · Pion noir sur case blanche h5 · Tour blanche sur case blanche c4 · Tour blanche sur case noire f4 · Pion blanc sur case noire h4 · Pion blanc sur case blanche b3 · Pion blanc sur case noire c3 · Pion noir sur case blanche d3 · Fou blanc sur case blanche h3 · Pion blanc sur case noire f2 · Cavalier noir sur case noire e1 | Fou noir sur case noire f8 · Roi blanc sur case noire h8 · Dame blanche sur case blanche d7 · Cavalier noir sur case noire g7 · Dame noire sur case blanche a6 · Pion noir sur case noire d6 · Fou blanc sur case noire f6 · Cavalier blanc sur case blanche g6 · Pion noir sur case noire c5 · Roi noir sur case blanche d5 · Pion blanc sur case noire e5 · Pion noir sur case blanche h5 · Tour blanche sur case blanche c4 · Tour blanche sur case noire f4 · Pion blanc sur case noire h4 · Pion blanc sur case blanche b3 · Pion blanc sur case noire c3 · Pion noir sur case blanche d3 · Fou blanc sur case blanche h3 · Pion blanc sur case noire f2 · Cavalier noir sur case noire e1 | Fou noir sur case noire f8 · Roi blanc sur case noire h8 · Dame blanche sur case blanche d7 · Cavalier noir sur case noire g7 · Dame noire sur case blanche a6 · Pion noir sur case noire d6 · Fou blanc sur case noire f6 · Cavalier blanc sur case blanche g6 · Pion noir sur case noire c5 · Roi noir sur case blanche d5 · Pion blanc sur case noire e5 · Pion noir sur case blanche h5 · Tour blanche sur case blanche c4 · Tour blanche sur case noire f4 · Pion blanc sur case noire h4 · Pion blanc sur case blanche b3 · Pion blanc sur case noire c3 · Pion noir sur case blanche d3 · Fou blanc sur case blanche h3 · Pion blanc sur case noire f2 · Cavalier noir sur case noire e1 | 5 |
| 4 | Fou noir sur case noire f8 · Roi blanc sur case noire h8 · Dame blanche sur case blanche d7 · Cavalier noir sur case noire g7 · Dame noire sur case blanche a6 · Pion noir sur case noire d6 · Fou blanc sur case noire f6 · Cavalier blanc sur case blanche g6 · Pion noir sur case noire c5 · Roi noir sur case blanche d5 · Pion blanc sur case noire e5 · Pion noir sur case blanche h5 · Tour blanche sur case blanche c4 · Tour blanche sur case noire f4 · Pion blanc sur case noire h4 · Pion blanc sur case blanche b3 · Pion blanc sur case noire c3 · Pion noir sur case blanche d3 · Fou blanc sur case blanche h3 · Pion blanc sur case noire f2 · Cavalier noir sur case noire e1 | Fou noir sur case noire f8 · Roi blanc sur case noire h8 · Dame blanche sur case blanche d7 · Cavalier noir sur case noire g7 · Dame noire sur case blanche a6 · Pion noir sur case noire d6 · Fou blanc sur case noire f6 · Cavalier blanc sur case blanche g6 · Pion noir sur case noire c5 · Roi noir sur case blanche d5 · Pion blanc sur case noire e5 · Pion noir sur case blanche h5 · Tour blanche sur case blanche c4 · Tour blanche sur case noire f4 · Pion blanc sur case noire h4 · Pion blanc sur case blanche b3 · Pion blanc sur case noire c3 · Pion noir sur case blanche d3 · Fou blanc sur case blanche h3 · Pion blanc sur case noire f2 · Cavalier noir sur case noire e1 | Fou noir sur case noire f8 · Roi blanc sur case noire h8 · Dame blanche sur case blanche d7 · Cavalier noir sur case noire g7 · Dame noire sur case blanche a6 · Pion noir sur case noire d6 · Fou blanc sur case noire f6 · Cavalier blanc sur case blanche g6 · Pion noir sur case noire c5 · Roi noir sur case blanche d5 · Pion blanc sur case noire e5 · Pion noir sur case blanche h5 · Tour blanche sur case blanche c4 · Tour blanche sur case noire f4 · Pion blanc sur case noire h4 · Pion blanc sur case blanche b3 · Pion blanc sur case noire c3 · Pion noir sur case blanche d3 · Fou blanc sur case blanche h3 · Pion blanc sur case noire f2 · Cavalier noir sur case noire e1 | Fou noir sur case noire f8 · Roi blanc sur case noire h8 · Dame blanche sur case blanche d7 · Cavalier noir sur case noire g7 · Dame noire sur case blanche a6 · Pion noir sur case noire d6 · Fou blanc sur case noire f6 · Cavalier blanc sur case blanche g6 · Pion noir sur case noire c5 · Roi noir sur case blanche d5 · Pion blanc sur case noire e5 · Pion noir sur case blanche h5 · Tour blanche sur case blanche c4 · Tour blanche sur case noire f4 · Pion blanc sur case noire h4 · Pion blanc sur case blanche b3 · Pion blanc sur case noire c3 · Pion noir sur case blanche d3 · Fou blanc sur case blanche h3 · Pion blanc sur case noire f2 · Cavalier noir sur case noire e1 | Fou noir sur case noire f8 · Roi blanc sur case noire h8 · Dame blanche sur case blanche d7 · Cavalier noir sur case noire g7 · Dame noire sur case blanche a6 · Pion noir sur case noire d6 · Fou blanc sur case noire f6 · Cavalier blanc sur case blanche g6 · Pion noir sur case noire c5 · Roi noir sur case blanche d5 · Pion blanc sur case noire e5 · Pion noir sur case blanche h5 · Tour blanche sur case blanche c4 · Tour blanche sur case noire f4 · Pion blanc sur case noire h4 · Pion blanc sur case blanche b3 · Pion blanc sur case noire c3 · Pion noir sur case blanche d3 · Fou blanc sur case blanche h3 · Pion blanc sur case noire f2 · Cavalier noir sur case noire e1 | Fou noir sur case noire f8 · Roi blanc sur case noire h8 · Dame blanche sur case blanche d7 · Cavalier noir sur case noire g7 · Dame noire sur case blanche a6 · Pion noir sur case noire d6 · Fou blanc sur case noire f6 · Cavalier blanc sur case blanche g6 · Pion noir sur case noire c5 · Roi noir sur case blanche d5 · Pion blanc sur case noire e5 · Pion noir sur case blanche h5 · Tour blanche sur case blanche c4 · Tour blanche sur case noire f4 · Pion blanc sur case noire h4 · Pion blanc sur case blanche b3 · Pion blanc sur case noire c3 · Pion noir sur case blanche d3 · Fou blanc sur case blanche h3 · Pion blanc sur case noire f2 · Cavalier noir sur case noire e1 | Fou noir sur case noire f8 · Roi blanc sur case noire h8 · Dame blanche sur case blanche d7 · Cavalier noir sur case noire g7 · Dame noire sur case blanche a6 · Pion noir sur case noire d6 · Fou blanc sur case noire f6 · Cavalier blanc sur case blanche g6 · Pion noir sur case noire c5 · Roi noir sur case blanche d5 · Pion blanc sur case noire e5 · Pion noir sur case blanche h5 · Tour blanche sur case blanche c4 · Tour blanche sur case noire f4 · Pion blanc sur case noire h4 · Pion blanc sur case blanche b3 · Pion blanc sur case noire c3 · Pion noir sur case blanche d3 · Fou blanc sur case blanche h3 · Pion blanc sur case noire f2 · Cavalier noir sur case noire e1 | Fou noir sur case noire f8 · Roi blanc sur case noire h8 · Dame blanche sur case blanche d7 · Cavalier noir sur case noire g7 · Dame noire sur case blanche a6 · Pion noir sur case noire d6 · Fou blanc sur case noire f6 · Cavalier blanc sur case blanche g6 · Pion noir sur case noire c5 · Roi noir sur case blanche d5 · Pion blanc sur case noire e5 · Pion noir sur case blanche h5 · Tour blanche sur case blanche c4 · Tour blanche sur case noire f4 · Pion blanc sur case noire h4 · Pion blanc sur case blanche b3 · Pion blanc sur case noire c3 · Pion noir sur case blanche d3 · Fou blanc sur case blanche h3 · Pion blanc sur case noire f2 · Cavalier noir sur case noire e1 | 4 |
| 3 | Fou noir sur case noire f8 · Roi blanc sur case noire h8 · Dame blanche sur case blanche d7 · Cavalier noir sur case noire g7 · Dame noire sur case blanche a6 · Pion noir sur case noire d6 · Fou blanc sur case noire f6 · Cavalier blanc sur case blanche g6 · Pion noir sur case noire c5 · Roi noir sur case blanche d5 · Pion blanc sur case noire e5 · Pion noir sur case blanche h5 · Tour blanche sur case blanche c4 · Tour blanche sur case noire f4 · Pion blanc sur case noire h4 · Pion blanc sur case blanche b3 · Pion blanc sur case noire c3 · Pion noir sur case blanche d3 · Fou blanc sur case blanche h3 · Pion blanc sur case noire f2 · Cavalier noir sur case noire e1 | Fou noir sur case noire f8 · Roi blanc sur case noire h8 · Dame blanche sur case blanche d7 · Cavalier noir sur case noire g7 · Dame noire sur case blanche a6 · Pion noir sur case noire d6 · Fou blanc sur case noire f6 · Cavalier blanc sur case blanche g6 · Pion noir sur case noire c5 · Roi noir sur case blanche d5 · Pion blanc sur case noire e5 · Pion noir sur case blanche h5 · Tour blanche sur case blanche c4 · Tour blanche sur case noire f4 · Pion blanc sur case noire h4 · Pion blanc sur case blanche b3 · Pion blanc sur case noire c3 · Pion noir sur case blanche d3 · Fou blanc sur case blanche h3 · Pion blanc sur case noire f2 · Cavalier noir sur case noire e1 | Fou noir sur case noire f8 · Roi blanc sur case noire h8 · Dame blanche sur case blanche d7 · Cavalier noir sur case noire g7 · Dame noire sur case blanche a6 · Pion noir sur case noire d6 · Fou blanc sur case noire f6 · Cavalier blanc sur case blanche g6 · Pion noir sur case noire c5 · Roi noir sur case blanche d5 · Pion blanc sur case noire e5 · Pion noir sur case blanche h5 · Tour blanche sur case blanche c4 · Tour blanche sur case noire f4 · Pion blanc sur case noire h4 · Pion blanc sur case blanche b3 · Pion blanc sur case noire c3 · Pion noir sur case blanche d3 · Fou blanc sur case blanche h3 · Pion blanc sur case noire f2 · Cavalier noir sur case noire e1 | Fou noir sur case noire f8 · Roi blanc sur case noire h8 · Dame blanche sur case blanche d7 · Cavalier noir sur case noire g7 · Dame noire sur case blanche a6 · Pion noir sur case noire d6 · Fou blanc sur case noire f6 · Cavalier blanc sur case blanche g6 · Pion noir sur case noire c5 · Roi noir sur case blanche d5 · Pion blanc sur case noire e5 · Pion noir sur case blanche h5 · Tour blanche sur case blanche c4 · Tour blanche sur case noire f4 · Pion blanc sur case noire h4 · Pion blanc sur case blanche b3 · Pion blanc sur case noire c3 · Pion noir sur case blanche d3 · Fou blanc sur case blanche h3 · Pion blanc sur case noire f2 · Cavalier noir sur case noire e1 | Fou noir sur case noire f8 · Roi blanc sur case noire h8 · Dame blanche sur case blanche d7 · Cavalier noir sur case noire g7 · Dame noire sur case blanche a6 · Pion noir sur case noire d6 · Fou blanc sur case noire f6 · Cavalier blanc sur case blanche g6 · Pion noir sur case noire c5 · Roi noir sur case blanche d5 · Pion blanc sur case noire e5 · Pion noir sur case blanche h5 · Tour blanche sur case blanche c4 · Tour blanche sur case noire f4 · Pion blanc sur case noire h4 · Pion blanc sur case blanche b3 · Pion blanc sur case noire c3 · Pion noir sur case blanche d3 · Fou blanc sur case blanche h3 · Pion blanc sur case noire f2 · Cavalier noir sur case noire e1 | Fou noir sur case noire f8 · Roi blanc sur case noire h8 · Dame blanche sur case blanche d7 · Cavalier noir sur case noire g7 · Dame noire sur case blanche a6 · Pion noir sur case noire d6 · Fou blanc sur case noire f6 · Cavalier blanc sur case blanche g6 · Pion noir sur case noire c5 · Roi noir sur case blanche d5 · Pion blanc sur case noire e5 · Pion noir sur case blanche h5 · Tour blanche sur case blanche c4 · Tour blanche sur case noire f4 · Pion blanc sur case noire h4 · Pion blanc sur case blanche b3 · Pion blanc sur case noire c3 · Pion noir sur case blanche d3 · Fou blanc sur case blanche h3 · Pion blanc sur case noire f2 · Cavalier noir sur case noire e1 | Fou noir sur case noire f8 · Roi blanc sur case noire h8 · Dame blanche sur case blanche d7 · Cavalier noir sur case noire g7 · Dame noire sur case blanche a6 · Pion noir sur case noire d6 · Fou blanc sur case noire f6 · Cavalier blanc sur case blanche g6 · Pion noir sur case noire c5 · Roi noir sur case blanche d5 · Pion blanc sur case noire e5 · Pion noir sur case blanche h5 · Tour blanche sur case blanche c4 · Tour blanche sur case noire f4 · Pion blanc sur case noire h4 · Pion blanc sur case blanche b3 · Pion blanc sur case noire c3 · Pion noir sur case blanche d3 · Fou blanc sur case blanche h3 · Pion blanc sur case noire f2 · Cavalier noir sur case noire e1 | Fou noir sur case noire f8 · Roi blanc sur case noire h8 · Dame blanche sur case blanche d7 · Cavalier noir sur case noire g7 · Dame noire sur case blanche a6 · Pion noir sur case noire d6 · Fou blanc sur case noire f6 · Cavalier blanc sur case blanche g6 · Pion noir sur case noire c5 · Roi noir sur case blanche d5 · Pion blanc sur case noire e5 · Pion noir sur case blanche h5 · Tour blanche sur case blanche c4 · Tour blanche sur case noire f4 · Pion blanc sur case noire h4 · Pion blanc sur case blanche b3 · Pion blanc sur case noire c3 · Pion noir sur case blanche d3 · Fou blanc sur case blanche h3 · Pion blanc sur case noire f2 · Cavalier noir sur case noire e1 | 3 |
| 2 | Fou noir sur case noire f8 · Roi blanc sur case noire h8 · Dame blanche sur case blanche d7 · Cavalier noir sur case noire g7 · Dame noire sur case blanche a6 · Pion noir sur case noire d6 · Fou blanc sur case noire f6 · Cavalier blanc sur case blanche g6 · Pion noir sur case noire c5 · Roi noir sur case blanche d5 · Pion blanc sur case noire e5 · Pion noir sur case blanche h5 · Tour blanche sur case blanche c4 · Tour blanche sur case noire f4 · Pion blanc sur case noire h4 · Pion blanc sur case blanche b3 · Pion blanc sur case noire c3 · Pion noir sur case blanche d3 · Fou blanc sur case blanche h3 · Pion blanc sur case noire f2 · Cavalier noir sur case noire e1 | Fou noir sur case noire f8 · Roi blanc sur case noire h8 · Dame blanche sur case blanche d7 · Cavalier noir sur case noire g7 · Dame noire sur case blanche a6 · Pion noir sur case noire d6 · Fou blanc sur case noire f6 · Cavalier blanc sur case blanche g6 · Pion noir sur case noire c5 · Roi noir sur case blanche d5 · Pion blanc sur case noire e5 · Pion noir sur case blanche h5 · Tour blanche sur case blanche c4 · Tour blanche sur case noire f4 · Pion blanc sur case noire h4 · Pion blanc sur case blanche b3 · Pion blanc sur case noire c3 · Pion noir sur case blanche d3 · Fou blanc sur case blanche h3 · Pion blanc sur case noire f2 · Cavalier noir sur case noire e1 | Fou noir sur case noire f8 · Roi blanc sur case noire h8 · Dame blanche sur case blanche d7 · Cavalier noir sur case noire g7 · Dame noire sur case blanche a6 · Pion noir sur case noire d6 · Fou blanc sur case noire f6 · Cavalier blanc sur case blanche g6 · Pion noir sur case noire c5 · Roi noir sur case blanche d5 · Pion blanc sur case noire e5 · Pion noir sur case blanche h5 · Tour blanche sur case blanche c4 · Tour blanche sur case noire f4 · Pion blanc sur case noire h4 · Pion blanc sur case blanche b3 · Pion blanc sur case noire c3 · Pion noir sur case blanche d3 · Fou blanc sur case blanche h3 · Pion blanc sur case noire f2 · Cavalier noir sur case noire e1 | Fou noir sur case noire f8 · Roi blanc sur case noire h8 · Dame blanche sur case blanche d7 · Cavalier noir sur case noire g7 · Dame noire sur case blanche a6 · Pion noir sur case noire d6 · Fou blanc sur case noire f6 · Cavalier blanc sur case blanche g6 · Pion noir sur case noire c5 · Roi noir sur case blanche d5 · Pion blanc sur case noire e5 · Pion noir sur case blanche h5 · Tour blanche sur case blanche c4 · Tour blanche sur case noire f4 · Pion blanc sur case noire h4 · Pion blanc sur case blanche b3 · Pion blanc sur case noire c3 · Pion noir sur case blanche d3 · Fou blanc sur case blanche h3 · Pion blanc sur case noire f2 · Cavalier noir sur case noire e1 | Fou noir sur case noire f8 · Roi blanc sur case noire h8 · Dame blanche sur case blanche d7 · Cavalier noir sur case noire g7 · Dame noire sur case blanche a6 · Pion noir sur case noire d6 · Fou blanc sur case noire f6 · Cavalier blanc sur case blanche g6 · Pion noir sur case noire c5 · Roi noir sur case blanche d5 · Pion blanc sur case noire e5 · Pion noir sur case blanche h5 · Tour blanche sur case blanche c4 · Tour blanche sur case noire f4 · Pion blanc sur case noire h4 · Pion blanc sur case blanche b3 · Pion blanc sur case noire c3 · Pion noir sur case blanche d3 · Fou blanc sur case blanche h3 · Pion blanc sur case noire f2 · Cavalier noir sur case noire e1 | Fou noir sur case noire f8 · Roi blanc sur case noire h8 · Dame blanche sur case blanche d7 · Cavalier noir sur case noire g7 · Dame noire sur case blanche a6 · Pion noir sur case noire d6 · Fou blanc sur case noire f6 · Cavalier blanc sur case blanche g6 · Pion noir sur case noire c5 · Roi noir sur case blanche d5 · Pion blanc sur case noire e5 · Pion noir sur case blanche h5 · Tour blanche sur case blanche c4 · Tour blanche sur case noire f4 · Pion blanc sur case noire h4 · Pion blanc sur case blanche b3 · Pion blanc sur case noire c3 · Pion noir sur case blanche d3 · Fou blanc sur case blanche h3 · Pion blanc sur case noire f2 · Cavalier noir sur case noire e1 | Fou noir sur case noire f8 · Roi blanc sur case noire h8 · Dame blanche sur case blanche d7 · Cavalier noir sur case noire g7 · Dame noire sur case blanche a6 · Pion noir sur case noire d6 · Fou blanc sur case noire f6 · Cavalier blanc sur case blanche g6 · Pion noir sur case noire c5 · Roi noir sur case blanche d5 · Pion blanc sur case noire e5 · Pion noir sur case blanche h5 · Tour blanche sur case blanche c4 · Tour blanche sur case noire f4 · Pion blanc sur case noire h4 · Pion blanc sur case blanche b3 · Pion blanc sur case noire c3 · Pion noir sur case blanche d3 · Fou blanc sur case blanche h3 · Pion blanc sur case noire f2 · Cavalier noir sur case noire e1 | Fou noir sur case noire f8 · Roi blanc sur case noire h8 · Dame blanche sur case blanche d7 · Cavalier noir sur case noire g7 · Dame noire sur case blanche a6 · Pion noir sur case noire d6 · Fou blanc sur case noire f6 · Cavalier blanc sur case blanche g6 · Pion noir sur case noire c5 · Roi noir sur case blanche d5 · Pion blanc sur case noire e5 · Pion noir sur case blanche h5 · Tour blanche sur case blanche c4 · Tour blanche sur case noire f4 · Pion blanc sur case noire h4 · Pion blanc sur case blanche b3 · Pion blanc sur case noire c3 · Pion noir sur case blanche d3 · Fou blanc sur case blanche h3 · Pion blanc sur case noire f2 · Cavalier noir sur case noire e1 | 2 |
| 1 | Fou noir sur case noire f8 · Roi blanc sur case noire h8 · Dame blanche sur case blanche d7 · Cavalier noir sur case noire g7 · Dame noire sur case blanche a6 · Pion noir sur case noire d6 · Fou blanc sur case noire f6 · Cavalier blanc sur case blanche g6 · Pion noir sur case noire c5 · Roi noir sur case blanche d5 · Pion blanc sur case noire e5 · Pion noir sur case blanche h5 · Tour blanche sur case blanche c4 · Tour blanche sur case noire f4 · Pion blanc sur case noire h4 · Pion blanc sur case blanche b3 · Pion blanc sur case noire c3 · Pion noir sur case blanche d3 · Fou blanc sur case blanche h3 · Pion blanc sur case noire f2 · Cavalier noir sur case noire e1 | Fou noir sur case noire f8 · Roi blanc sur case noire h8 · Dame blanche sur case blanche d7 · Cavalier noir sur case noire g7 · Dame noire sur case blanche a6 · Pion noir sur case noire d6 · Fou blanc sur case noire f6 · Cavalier blanc sur case blanche g6 · Pion noir sur case noire c5 · Roi noir sur case blanche d5 · Pion blanc sur case noire e5 · Pion noir sur case blanche h5 · Tour blanche sur case blanche c4 · Tour blanche sur case noire f4 · Pion blanc sur case noire h4 · Pion blanc sur case blanche b3 · Pion blanc sur case noire c3 · Pion noir sur case blanche d3 · Fou blanc sur case blanche h3 · Pion blanc sur case noire f2 · Cavalier noir sur case noire e1 | Fou noir sur case noire f8 · Roi blanc sur case noire h8 · Dame blanche sur case blanche d7 · Cavalier noir sur case noire g7 · Dame noire sur case blanche a6 · Pion noir sur case noire d6 · Fou blanc sur case noire f6 · Cavalier blanc sur case blanche g6 · Pion noir sur case noire c5 · Roi noir sur case blanche d5 · Pion blanc sur case noire e5 · Pion noir sur case blanche h5 · Tour blanche sur case blanche c4 · Tour blanche sur case noire f4 · Pion blanc sur case noire h4 · Pion blanc sur case blanche b3 · Pion blanc sur case noire c3 · Pion noir sur case blanche d3 · Fou blanc sur case blanche h3 · Pion blanc sur case noire f2 · Cavalier noir sur case noire e1 | Fou noir sur case noire f8 · Roi blanc sur case noire h8 · Dame blanche sur case blanche d7 · Cavalier noir sur case noire g7 · Dame noire sur case blanche a6 · Pion noir sur case noire d6 · Fou blanc sur case noire f6 · Cavalier blanc sur case blanche g6 · Pion noir sur case noire c5 · Roi noir sur case blanche d5 · Pion blanc sur case noire e5 · Pion noir sur case blanche h5 · Tour blanche sur case blanche c4 · Tour blanche sur case noire f4 · Pion blanc sur case noire h4 · Pion blanc sur case blanche b3 · Pion blanc sur case noire c3 · Pion noir sur case blanche d3 · Fou blanc sur case blanche h3 · Pion blanc sur case noire f2 · Cavalier noir sur case noire e1 | Fou noir sur case noire f8 · Roi blanc sur case noire h8 · Dame blanche sur case blanche d7 · Cavalier noir sur case noire g7 · Dame noire sur case blanche a6 · Pion noir sur case noire d6 · Fou blanc sur case noire f6 · Cavalier blanc sur case blanche g6 · Pion noir sur case noire c5 · Roi noir sur case blanche d5 · Pion blanc sur case noire e5 · Pion noir sur case blanche h5 · Tour blanche sur case blanche c4 · Tour blanche sur case noire f4 · Pion blanc sur case noire h4 · Pion blanc sur case blanche b3 · Pion blanc sur case noire c3 · Pion noir sur case blanche d3 · Fou blanc sur case blanche h3 · Pion blanc sur case noire f2 · Cavalier noir sur case noire e1 | Fou noir sur case noire f8 · Roi blanc sur case noire h8 · Dame blanche sur case blanche d7 · Cavalier noir sur case noire g7 · Dame noire sur case blanche a6 · Pion noir sur case noire d6 · Fou blanc sur case noire f6 · Cavalier blanc sur case blanche g6 · Pion noir sur case noire c5 · Roi noir sur case blanche d5 · Pion blanc sur case noire e5 · Pion noir sur case blanche h5 · Tour blanche sur case blanche c4 · Tour blanche sur case noire f4 · Pion blanc sur case noire h4 · Pion blanc sur case blanche b3 · Pion blanc sur case noire c3 · Pion noir sur case blanche d3 · Fou blanc sur case blanche h3 · Pion blanc sur case noire f2 · Cavalier noir sur case noire e1 | Fou noir sur case noire f8 · Roi blanc sur case noire h8 · Dame blanche sur case blanche d7 · Cavalier noir sur case noire g7 · Dame noire sur case blanche a6 · Pion noir sur case noire d6 · Fou blanc sur case noire f6 · Cavalier blanc sur case blanche g6 · Pion noir sur case noire c5 · Roi noir sur case blanche d5 · Pion blanc sur case noire e5 · Pion noir sur case blanche h5 · Tour blanche sur case blanche c4 · Tour blanche sur case noire f4 · Pion blanc sur case noire h4 · Pion blanc sur case blanche b3 · Pion blanc sur case noire c3 · Pion noir sur case blanche d3 · Fou blanc sur case blanche h3 · Pion blanc sur case noire f2 · Cavalier noir sur case noire e1 | Fou noir sur case noire f8 · Roi blanc sur case noire h8 · Dame blanche sur case blanche d7 · Cavalier noir sur case noire g7 · Dame noire sur case blanche a6 · Pion noir sur case noire d6 · Fou blanc sur case noire f6 · Cavalier blanc sur case blanche g6 · Pion noir sur case noire c5 · Roi noir sur case blanche d5 · Pion blanc sur case noire e5 · Pion noir sur case blanche h5 · Tour blanche sur case blanche c4 · Tour blanche sur case noire f4 · Pion blanc sur case noire h4 · Pion blanc sur case blanche b3 · Pion blanc sur case noire c3 · Pion noir sur case blanche d3 · Fou blanc sur case blanche h3 · Pion blanc sur case noire f2 · Cavalier noir sur case noire e1 | 1 |
|   | a | b | c | d | e | f | g | h |   |

Schach-Aktiv 2005

1er Prix

1.Tfé4? [2.Cf4‡]

1…Cé6 2.F×é6‡

1…D×ç4 2.Db7‡

mais 1…Cg2! 

1.Tg4? [2.Cf4‡]

1…Cg2 2.F×g2‡

1…D×ç4 2.b×ç4‡

mais 1…Cé6! 

1.Tf5? [2.Cf4‡]

1…Cé6 2.é×d6‡

1…Cg2 2.F×g2‡

mais 1…D×ç4! 

1.Tf3! [2.Cf4‡]

1…Cé6 2.F×é6‡